# ボルボ・カーズ
ボルボ・カー・コーポレーション (Volvo Car Corporation)、通称ボルボ・カーズ (Volvo Cars)は、スウェーデン・イエーテボリに本拠を置く乗用車メーカー。
ボルボ・カーズの前身は、ボルボ・グループ（いわゆるトラック部門や船舶エンジン部門で構成されるコングロマリット）の乗用車部門である。中国・浙江吉利控股集団が8割の株式を保有している。

## 概要

### ボルボの誕生

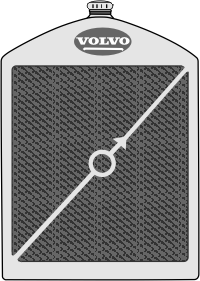
ボルボカーロゴ (1927年)

1924年、アッサール・ガブリエルソン、グスタフ・ラーソンによってスウェーデンでの自動車製造の計画が始まる。SKF社の後援で、1926年に自動車メーカーのボルボが誕生し、ボルボブランドの乗用車製造が開始される。
社名の由来は「私は回る」という意味のラテン語のvolvoに由来する。SKFのベアリングのブランドに因んだ名称である。
1927年4月14日、ヨーテボリのヒジンゲン にある工場から「ヤコブ」と呼ばれるVolvoÖV4が最初に製造されたボルボ車である。

### フォード資本への移転と商標の使用
1999年にボルボの乗用車部門がフォードに譲渡され、ボルボ・カーズとしてフォード社のプレミア・オートモーティブ・グループの1部門となった。フォードグループ共通のプラットフォームやエンジンを採用しつつ、ボルボのアイデンティティである「安全設計」を守り続けてきた。同社が生産販売する乗用車は、商標管理会社であるボルボ・トレードマーク・ホールディングABの利用許諾を得て2010年8月まではブランドを使用していた。

### 吉利汽車資本への移転
2010年8月、フォードは、中華人民共和国の吉利汽車の親会社の浙江吉利控股集団に、ボルボ・カーズのすべての株主の権利を18億ドルで売却した。
そしてフォードグループからの離脱を機に、完全自社開発で次世代のエンジン・シャーシを新開発し、順次採用している。
- VEA (Volvo Engine Architecture)：新パワートレーン「Drive-E」シリーズとして展開する。「基本設計は2リッター以下・4気筒以下であること」「可能な限りガソリンとディーゼルで構造を共有すること」「将来的にハイブリッドやEVなどの電動化に対応すること」の3点を柱に設計されている。
- SPA (Scalable Product Architecture)・CMA (Compact Modular Architecture)：電動化や自動運転化にも対応する、「相似形」「モジュール設計」によるコモンアーキテクチャー。SPAはEセグメント以上に、CMAは吉利車を含めたDセグメント以下の車種に使用する。

### 安全性の追求
「ボルボ設計の基本は常に安全でなければならない」という理念の基、安全装備の開発、事故調査の実施と設計へのフィードバックを行う企業方針と、北欧メーカーであるためヘラジカとの衝突を開発段階から考慮しムーステストを実施することから、「世界一安全なファミリーカー」と評価されていた。
また、各種安全装備に関して特許の公開を行い、自動車の安全性に貢献した。例えば、1959年にボルボは3点式シートベルトを発明して特許を取得するも、安全は独占されるべきものではないという考えからこの特許を無償で公開した。このおかげで、3点式シートベルトは全世界の自動車に付いている装置となった。
さらなる安全を目指して、2020年以降すべての車種で、スピードリミッターにより最高速度が180km/hに制限される。

### 電動化
ゼロ・エミッションに向けて、電気モーター駆動システムの開発導入を積極的に進めている。
- 2017年7月5日：「2019～2021年の間に5機種のBEVを発売する」「2019年以降に発売される全モデルにガソリン・ディーゼルのプラグインハイブリッドと48Vマイルドハイブリッドを設定する」と発表。
- 2019年：「2025年には世界販売の50％をBEVとする」と発表。
- 2021年3月2日：「2030年には販売する全モデルをBEVとし、販売はオンラインのみとする」目標を発表する。
- 2024年9月6日：市場と顧客の需要の変化を理由として、2030年までの全モデルBEV化計画を撤回。「2030年までに販売する車の90％以上をBEVまたはプラグインハイブリッド車にすることを目指し、残りの最大10％は状況に応じてハイブリッド車にする。」計画に変更する。

## 沿革
- 1924年 - アッサール・ガブリエルソン、グスタフ・ラーソンらにより自動車製造が模索され設計が始まる。
- 1926年 - プロトタイプ1号が完成する。同年、当時のスウェーデン最大企業だったベアリングメーカーSKF社の後援により、休眠中のSKF社子会社であるボルボ社の名称を使用し、自動車製造会社としてのボルボ社が創立する。
- 1927年 - 乗用車製造を開始する。
- 1930年代 - 元GMの技術者を招聘するなど、スウェーデンの比較的広大な国土に合わせた「小さなアメリカ車」的な設計がなされた。
- 1944年 - 発表した小型車「PV444」が世界的な成功を収め、信頼性/耐久性で高い評価を獲得した。徐々にモデルは大型化して行くが、「世界一安全なファミリーカー」と評価された。
- 1970年代 - 労働条件改善のためにベルトコンベアー生産方式を廃止し、各工程で工員数人から成る作業チームを主体とした生産方式を採用した。これは労働者に歓迎され、生産技術者らの注目を集める一方で、労働コスト高騰によって国際競争力を失い、結果として高級車の生産に移行していかざるを得なくなる。それ以前から高級車を製造しようというアイデアがボルボにはあり、50年代後半にV8エンジンを搭載した大型乗用車を開発する計画もあったが、小型乗用車の需要が米国で高まるという調査結果を踏まえこの計画は破棄された。
- 1975年 - オランダのDAFトラック社の乗用車事業を吸収した。
- 1980年代以降 - 国際競争力を強めるため、「200」シリーズの改良と共に、「700」「900」シリーズを発表する。
- 1992年 - FWD5気筒の礎となる「850」シリーズを発表する。
- 1994年 - 同じスウェーデン企業のオートリブと世界初のサイドエアバッグを共同開発[3]。
- 1999年 - 世界的な自動車会社再編の中でボルボ・グループの乗用車事業が「フォード」に売却され、フォード傘下企業の「ボルボ・カーズ」 (Volvo Cars)となる。
- 2010年8月 - 「浙江吉利控股集団」が筆頭株主となり、フォードグループから離脱。
- 2018年 - 同じく吉利グループだが資本関係はない「ABボルボ」と路上危険データを共有することを発表[4]。
- 2021年 - ナスダック・ストックホルムに株式上場[5]。浙江吉利控股集団は筆頭株主の地位を保つ。

## 製造拠点

### 現在存在する拠点
- スウェーデン
  - イエテボリ：1964年 - [6]
    - 本社生産拠点。 (V60、XC60、V90、XC90)
      - 2008年:165,129台 (XC90、S80、V70、XC70)[7]

  - オルフストローム：車体部品工場。
  - シェーブデ：エンジン生産。
  - フロービ：エンジン部品、ブレーキ部品。
- ベルギー
  - ゲント：1965年 - [6]
    - ボルボ・カー工場。 (V40、XC40、S60、XC60)
      - 2008年：181,425台 (S60、XC60、S40、V50、C30)[7]
- 中国
  - 成都 (中正汽車製造：ZAMC)：2013年 - [6]
    - 中国で最初のボルボ・カー工場。 (S60、XC60)

  - 大慶 (大慶・ボルボ・カー製造：DVCM)：2014年 - 
    - S90はイエテボリから大慶に生産が移管されている。 (S90)

  - 路橋 (浙江吉利製造)：2016年 - 
    - XC40の他、ボルボ・CMAプラットフォームを採用したLynk & Coを製造。

  - 張家口：エンジン生産。
- マレーシア
  - シャー・アラム (ボルボ・カー・マニュファクチャリング・マレーシア)：1966年 -  [6]
    - 2代目 (XC90)及び2代目 (S90)のPHEVの生産も行っている。
- インド
  - バンガロール (ボルボ・オート・インド)：2017年 - [6]
    - SPAプラットフォームの生産拠点 (S90、XC60、XC90)。
- 米国
  - サウスカロライナ州チャールストン (ボルボ・カー・北米)：2018年 - [6]
    - 米国で最初のボルボ・カー工場。SPAプラットフォームを採用した3代目S60の生産拠点になっている。

### 過去に存在した拠点
- スウェーデン
  - ウッデヴァ (Uddevalla)：2013年閉鎖
    - 2008年：12,800台 (C70)[7]
- マレーシア
  - クアラルンプール (Swedish Motor Assemblies：SDN BHD)：2012年閉鎖。2013年、ボルボ・カー・マニュファクチャリング・マレーシアに社名変更し現存する。
    - 2008年：474台 (S40、S60、S80、V50、XC90)[7]
- タイ
  - バンコク (Thai-Swedish Assembly Company Limited)：2012年閉鎖
    - 2008年：610台 (S60、S80、XC90)[7]
- 中国
  - 重慶 (長安フォード汽車工場)
    - 2008年：5,811台 (S40・中国市場用)[7]

## その他の拠点
- スウェーデン
  - イエテボリ[6]：R&D及びデザインセンター
  - ストックホルム：R&Dセンター
  - ルンド：R&Dセンター
- デンマーク
  - コペンハーゲン：R&Dセンター[6]
- 米国
  - ニュージャージー州ロックリー：米国本社[6]
  - カリフォルニア州カマリロ：R&D及びデザインセンター
  - カリフォルニア州マウンテンビュー：R&Dセンター

## 日本法人の活動
日本におけるボルボ乗用車の輸入の歴史は、1960年に梁瀬商事株式会社 (現・ヤナセ)の傍系法人である「北欧自動車株式会社」が日本総代理店となった時まで遡る。1974年に北欧自動車はボルボと帝人との合弁会社である「帝人ボルボ株式会社」に総代理店を譲り、1986年に帝人ボルボの営業譲渡を受けた「ボルボ・ジャパン株式会社」がボルボ100%出資の日本法人となった (1991年に「ボルボ・カーズ・ジャパン」に社名変更)。
1999年の乗用車部門のフォード・モーターへの売却に伴い、傘下の買収ブランドの統合販売組織であるプレミア・オートモーティブ・グループ (PAG)の日本法人「ピー・エー・ジー・インポート株式会社」 (PAG Import)が輸入を行っていたが、ジャガー、ランドローバー、アストンマーティンの各部門の売却のため、ボルボ乗用車のみのインポーターとなり、日本法人「ボルボ・カーズ・ジャパン株式会社」に、そして2013年4月1日に「ボルボ・カー・ジャパン株式会社」に社名変更して今日に至る。ボルボの各国インポーターとしては珍しく、東京都と神奈川県に直営ディーラーを運営する。以前は埼玉県・愛知県・大阪府・兵庫県にも直営店が有ったが、地元資本のディーラーに譲渡し直営は縮小した。
2003年より全世界統一のショールームコンセプト「VNF (Volvo Next Face)」を導入し全国展開してきたが、2013年から次世代コンセプト「VRE (Volvo Retail Experience)」を制定し、同年9月に日本導入第1号店をオープンさせた。

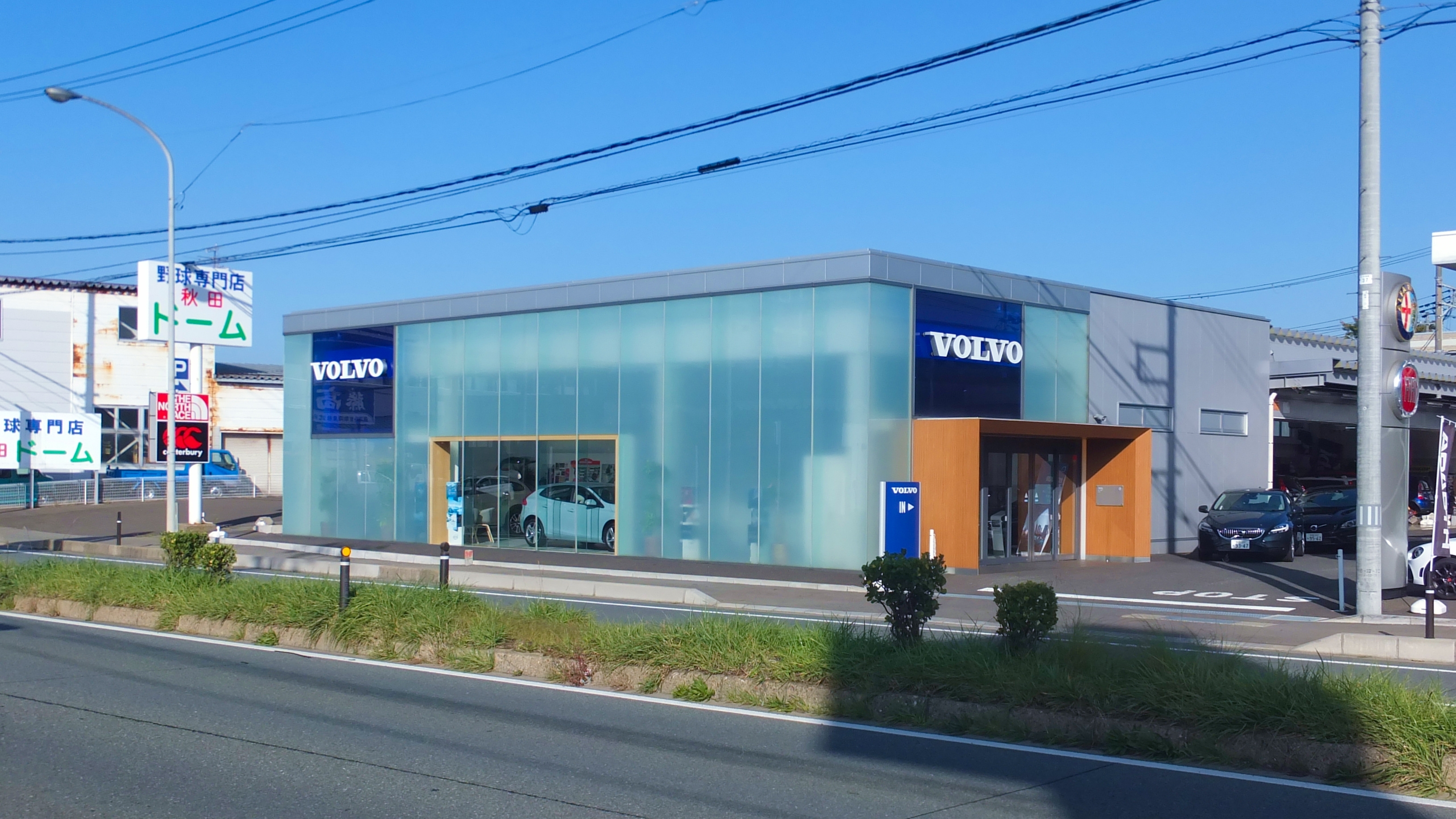
VRE基準店舗例 (ボルボ・カー秋田：イデアル)
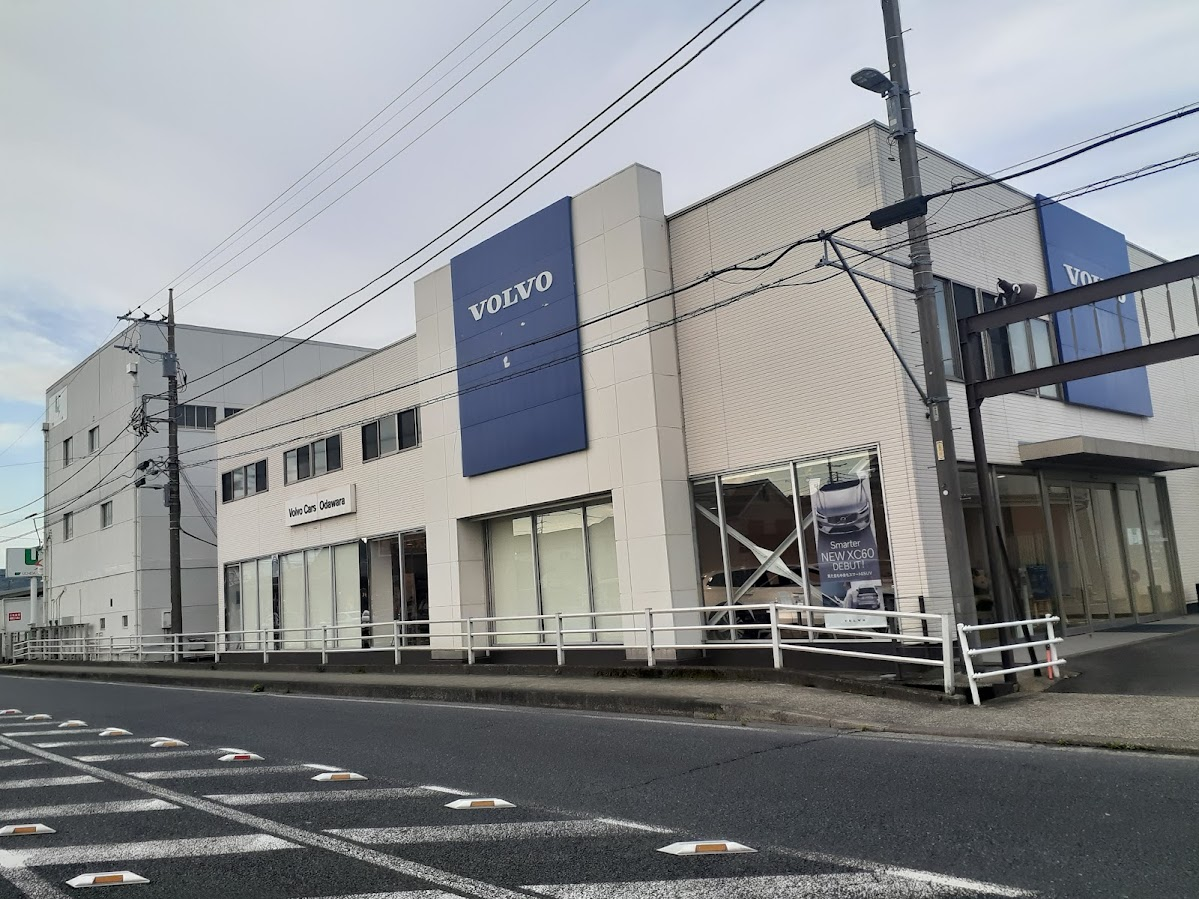
VNF基準店舗例 (旧ボルボ・カーズ小田原：サンガレージ→帝欧オート→ネクステージ)
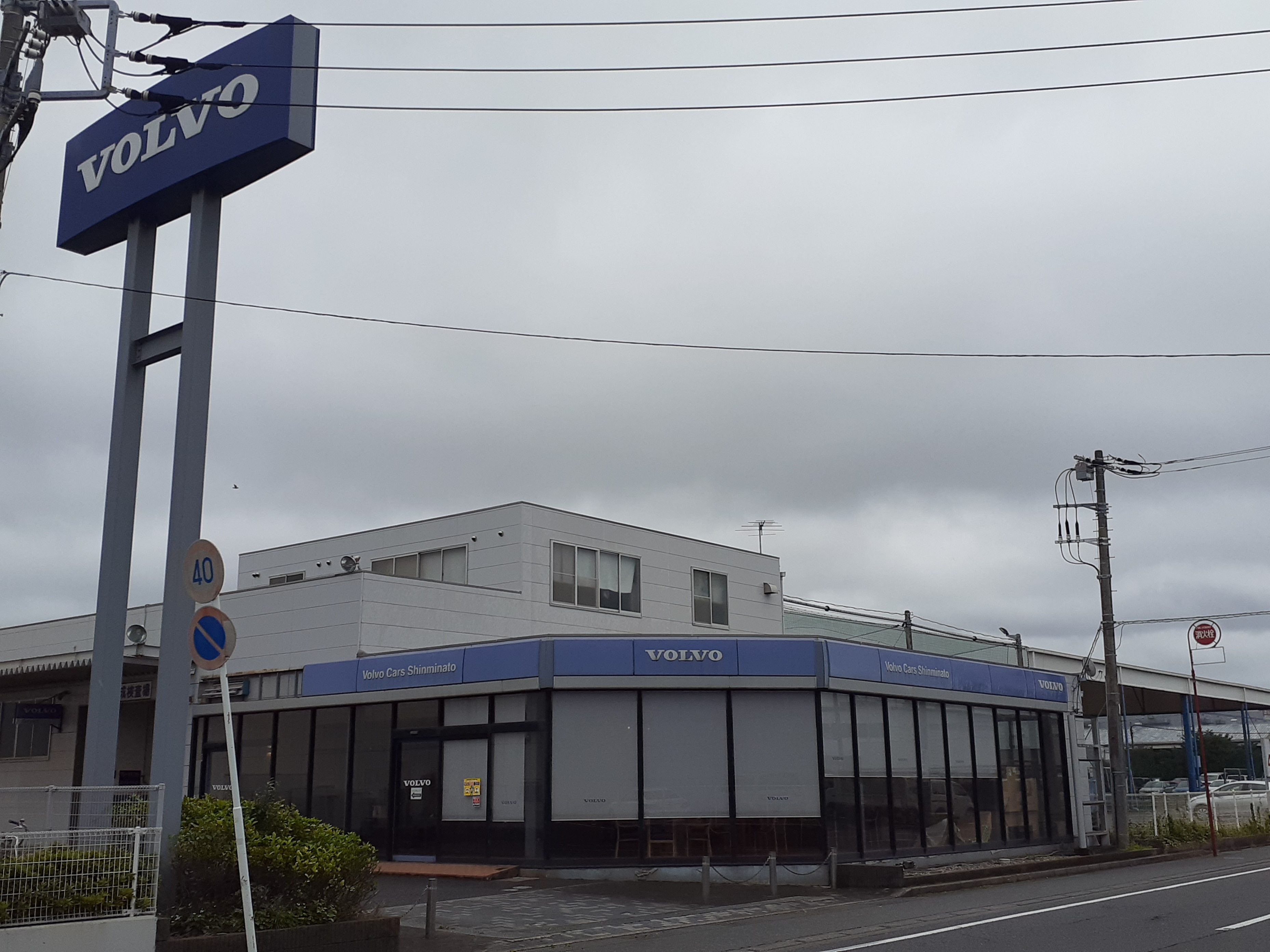
世界基準導入前店舗例 (旧ボルボ・カーズ新港：東邦オート)

2013年6月から認定中古車制度を全世界統一プログラムである「VOLVO SELEKT (ボルボ・セレクト)」に一新し、専用店舗も展開している。
2016年には町田市の直営ディーラー「ボルボ・カー東名横浜」内に、1990年以前のクラシックモデルの整備・レストア拠点「クラシックガレージ」を開設した（2023年4月末にて閉店）。
本国の「電動化宣言」に追随し、2020年8月、「2020年内で国内販売モデルの全てをプラグインハイブリッドもしくは48Vハイブリッド搭載に統一する」と発表し、これまでラインナップしていたクリーンディーゼル車種およびガソリン車種を全て販売終了とした。また、EV車に対応できる板金塗装工場の設置認定も進めている。
ボルボ・ジャパンの創立以来、代表取締役社長は外国人だったが、2014年に初の日本人社長として、トヨタ自動車・ファーストリテイリング・日産自動車出身の木村隆之が就任した (2020年3月退任。2021年1月にGroupe PSA Japan社長に就任)。木村の就任後は、ブランドの立ち位置および販売戦略を「準プレミアム」から「プレミアム」に変更。以降販売台数を大きく伸ばし、2019年の販売台数は2014年時点から約40%増の18,564台を記録した。2017年よりサブスクリプション販売を導入。2020年1月の時点で新車販売の約9%を記録したと発表した。その一方で、インポーターの方針に背いた地方会社のディーラー契約解除が続出したことで、全国のディーラー数は、2000年頃の拠点数145店から約110店にまで減っている。近年は販売力の強い会社が複数地域の店舗を運営するようになっている。
これらの要因で、低年式ボルボ車のアフターサービスに支障が出てきたことから、2023年より、ボルボカージャパンが地域の整備工場や中古車販売店などと契約しその地域の正規ディーラーをハブとして純正部品の供給や技術情報の提供を行う制度を発足させた。

## 車種一覧

### 初期のボルボ

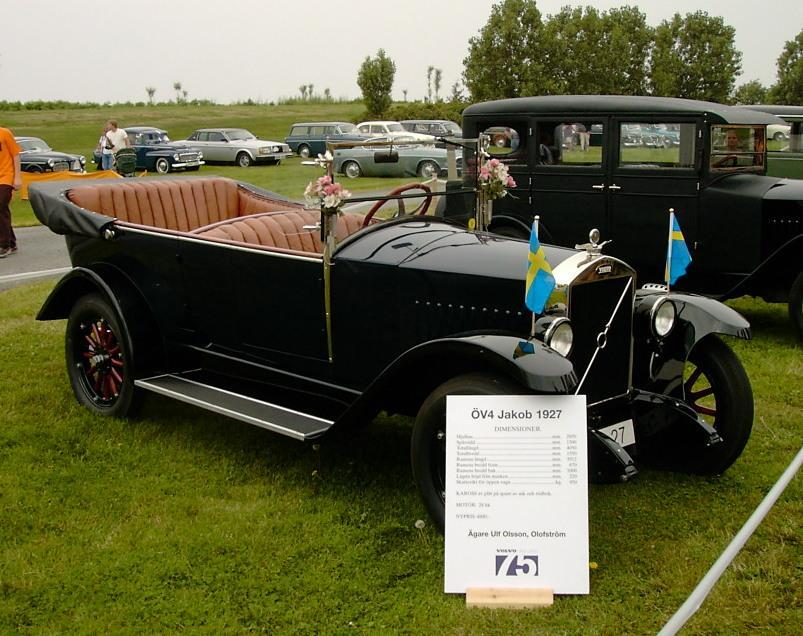
最初のボルボ・1927年、ÖV 4

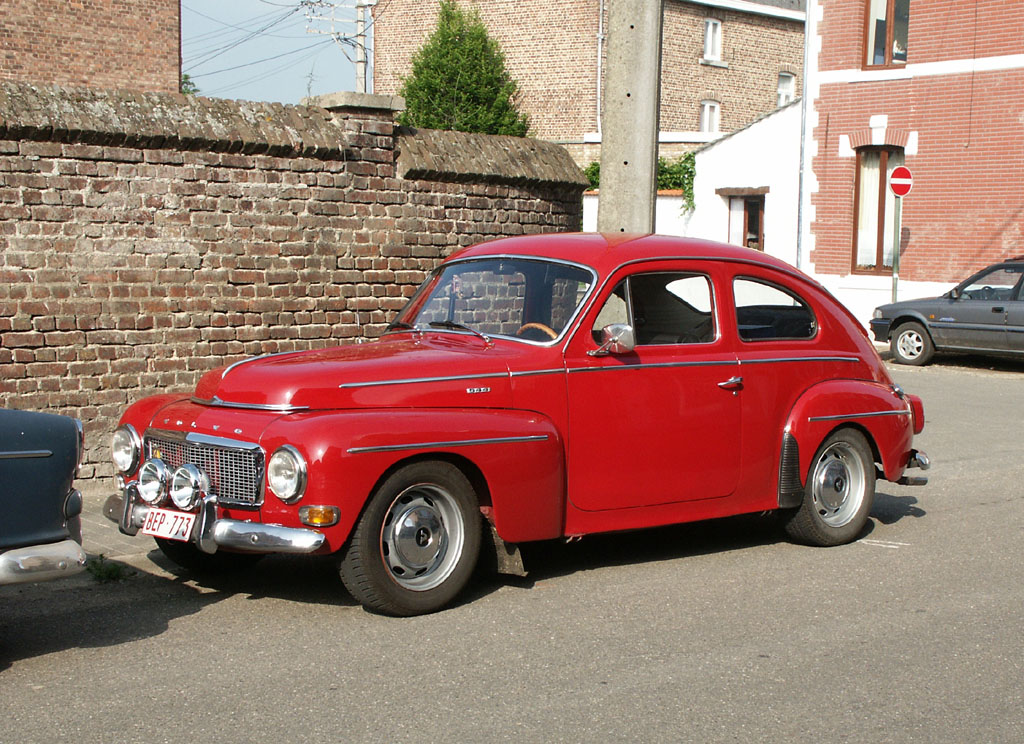
PV544

ボルボÖV4/PV4 (1927年 - 1929年)
ボルボ初の量産車である2ドアオープンボディーで5人乗りのÖV4、4ドアクローズドボディーで5人乗りのPV4、ピックアップで2人乗りのÖV4TV、の3種のボディーバリエーションがある。またシャーシーのみでの販売もされ任意のボディー架装も可能であった。ÖV4/PV4共に28馬力を発揮する1940ccの4ストロークサイドバルブ4気筒ガソリンエンジンを搭載し、前進3速、後進1速のトランスミッションを持つ。最高速度は90km/h。
ÖV4はしばしばヤコブと呼称されるが、本来は1926年に製造された10台のプロトタイプのうち黒塗装の個体のニックネームがヤコブである。
ボルボ・PV650シリーズ (1929年 - 1937年)
6気筒エンジンを搭載するシリーズ。車種名称の数字は、気筒数/乗車定員/開発番号で表されている。シリーズは大別して、5人乗り4ドアセダン、タクシー仕様の7人乗り4ドアセダン、でありそれぞれシャーシーのみでの販売もされた。
5人乗り4ドアセダンはPV651/PV652/PV653/PV654/PV658/PV659およびシャーシー販売のPV650/PV655/PV656、7人乗りタクシー用4ドアセダンはTR671 / TR672/ TR673/ TR674/ PV676/ PV678/ PV679/ TR701/ TR703/ TR704およびシャーシー販売のTR670/ PV675/ PV677/ TR702である。
ボルボPV36 Carioca (1935年 - 1938年)
ボルボで初めてボディ形状に流線型を取り入れると共に、リアシートを拡大するなど快適性の向上を目指した。PV656のシャシーに2ドアクローズドボディーを持つ高級車であり500台の限定生産車であった。
ボルボPV50 (1936年 - 1945年)
PV36の流線型デザインを取り入れた6気筒エンジン搭載の4ドアセダン。PV51およびデラックス版のPV52、改良型のPV53/PV54とそのデラックス版PV55/PV56、と車種展開された。PV51/PV57はシャーシーのみでの販売もされたため、2ドアカブリオレ、ピックアップ、などの架装がおこなわれた。
ボルボPV800シリーズ (1938年 - 1958年)
4ドアクローズドボディーに6気筒エンジンを搭載する8人乗りタクシー仕様車。タクシー仕様600シリーズの後継車種である他シャーシーのみでの販売もされ、また戦火の拡大から軍用車両もシリーズとして派生した。
ボルボPV60 (1946年 - 1950年)
6気筒エンジン搭載の4ドアセダンであり、PV50の後継車種。第二次世界大戦中に計画が中断され、1945年から生産された。

### 第二次世界大戦後の車種  (３桁採用)
1966年、140シリーズから、ボルボ車に3桁のシステムを採用した。
最初の数字はシリーズ番号、2番目の数字はシリンダー数、3番目の数字はドア数であった。
164は、1シリーズの6気筒エンジンと4ドアを備えていた。
しかし、このルールには例外もあった。例えば780は、直列4気筒ターボチャージャーと自然吸気のV6ガソリンエンジン、直列6気筒ディーゼルエンジンを搭載していたが8気筒エンジンはなかった。同様に、760には直列4気筒ターボチャージャーが装備され、360には直列4気筒しか搭載されていなかった。
一部の240GLTにはV6ガソリンエンジンが搭載されていた。740のように最終桁の意味を落としたが、識別板上で不完全性になってしまった。1995年以降のモデルは2桁になっている。

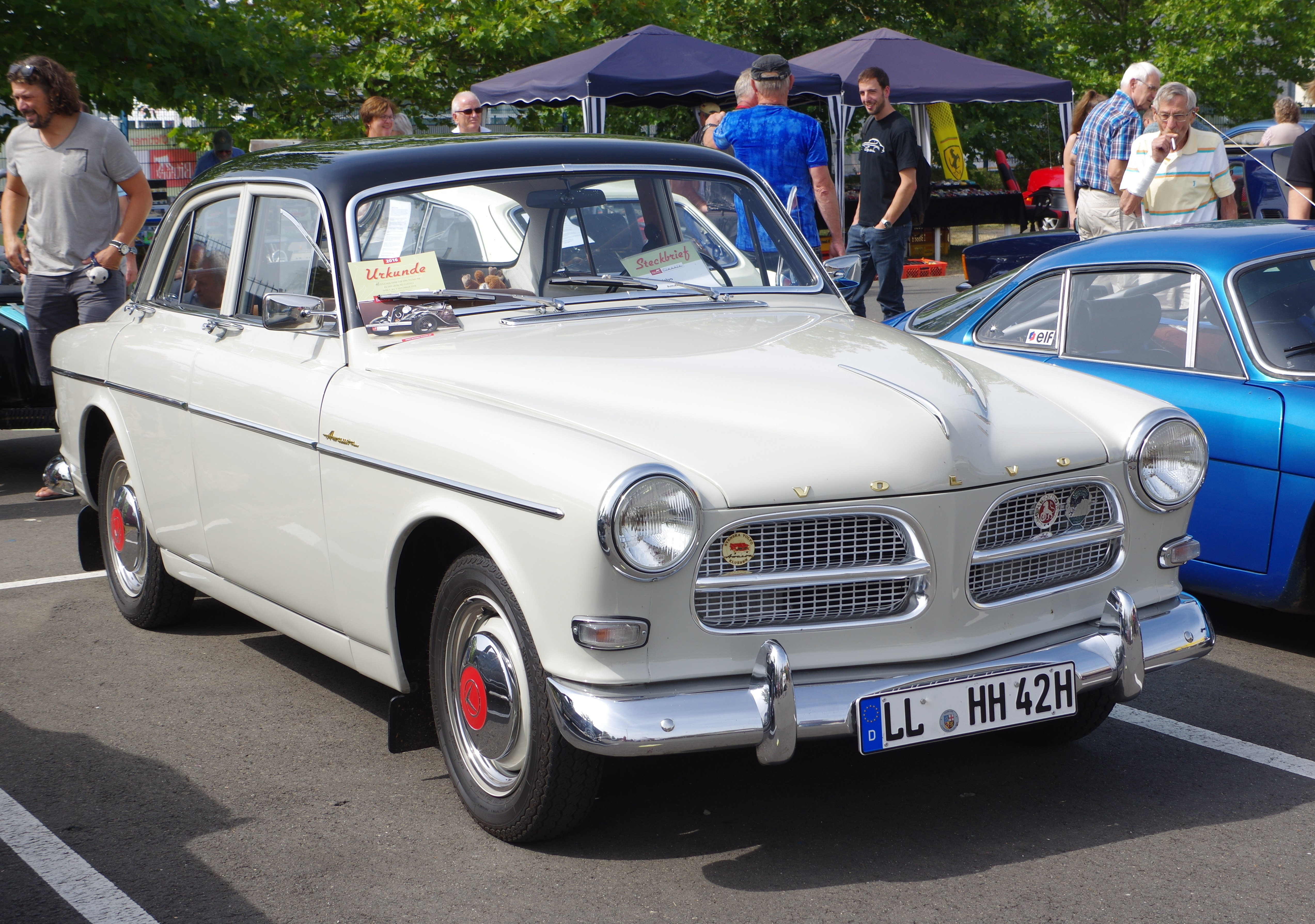
120系「アマゾン」

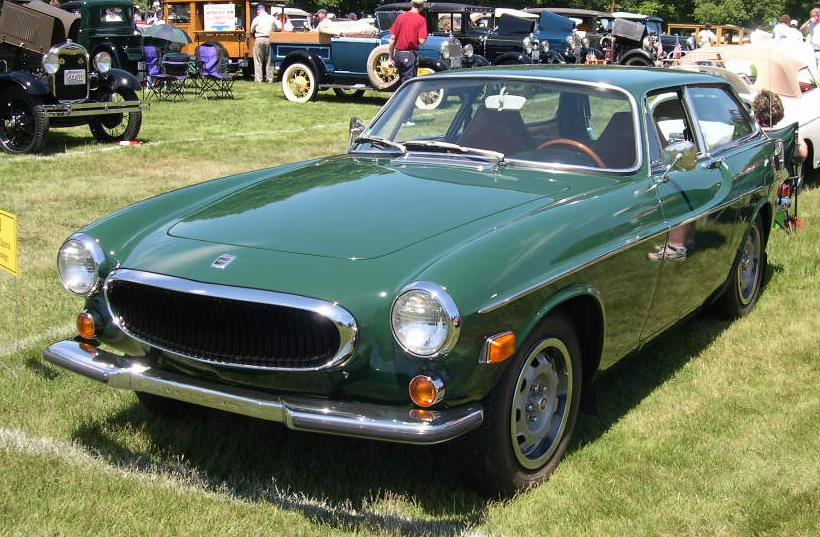
P1800ES

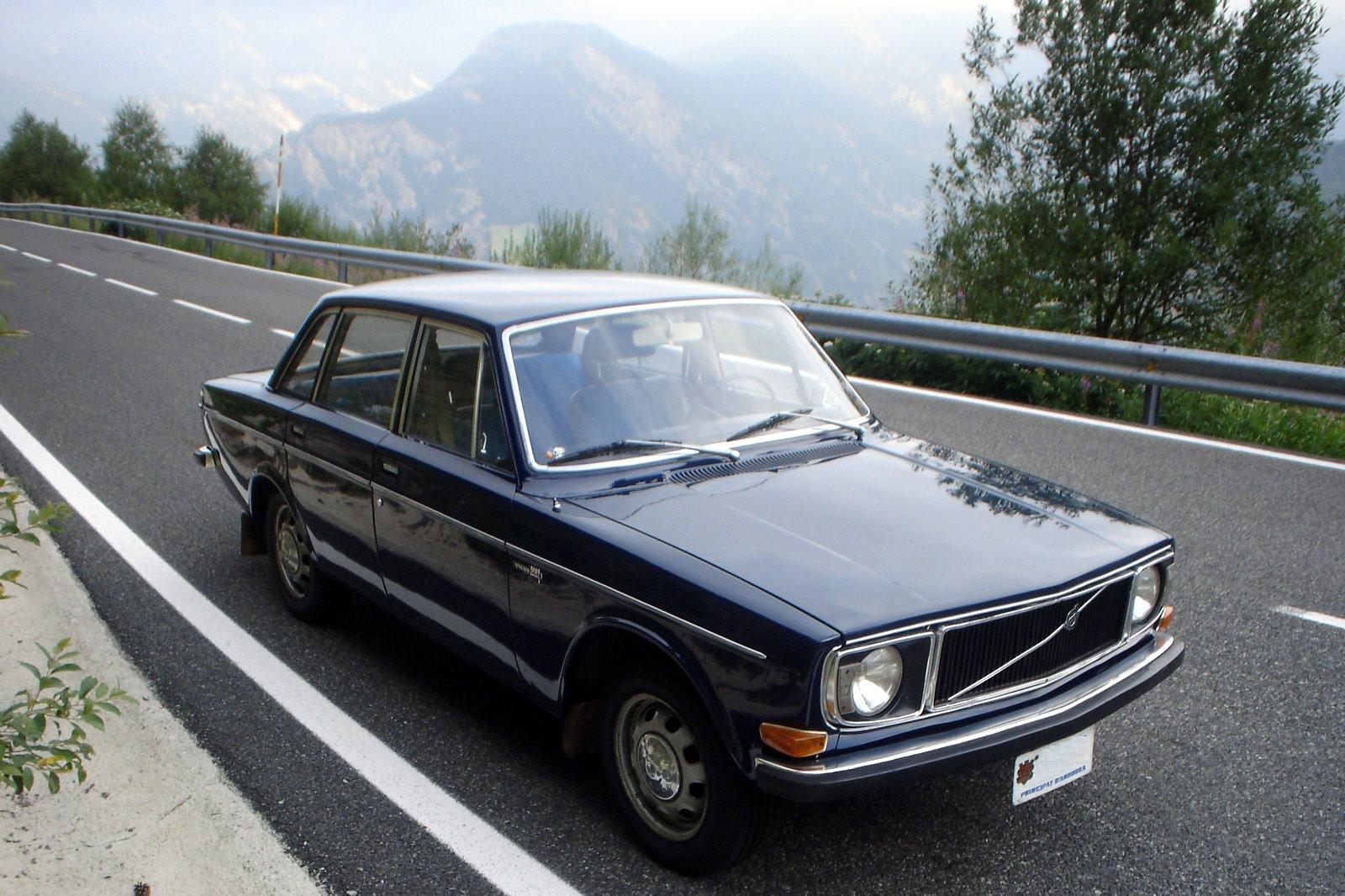
1972年からのVolvo 144のセダン

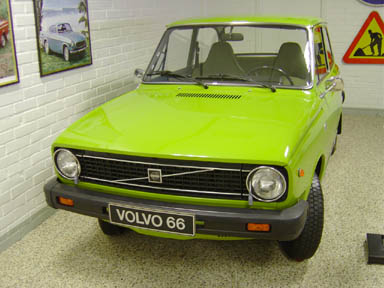
ボルボ66 (DAF66が合併で改称・オランダ製)

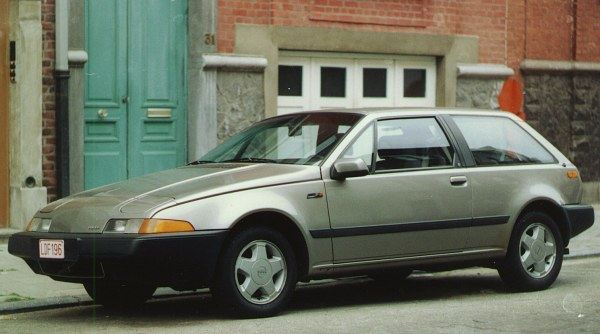
480ES (オランダ製)

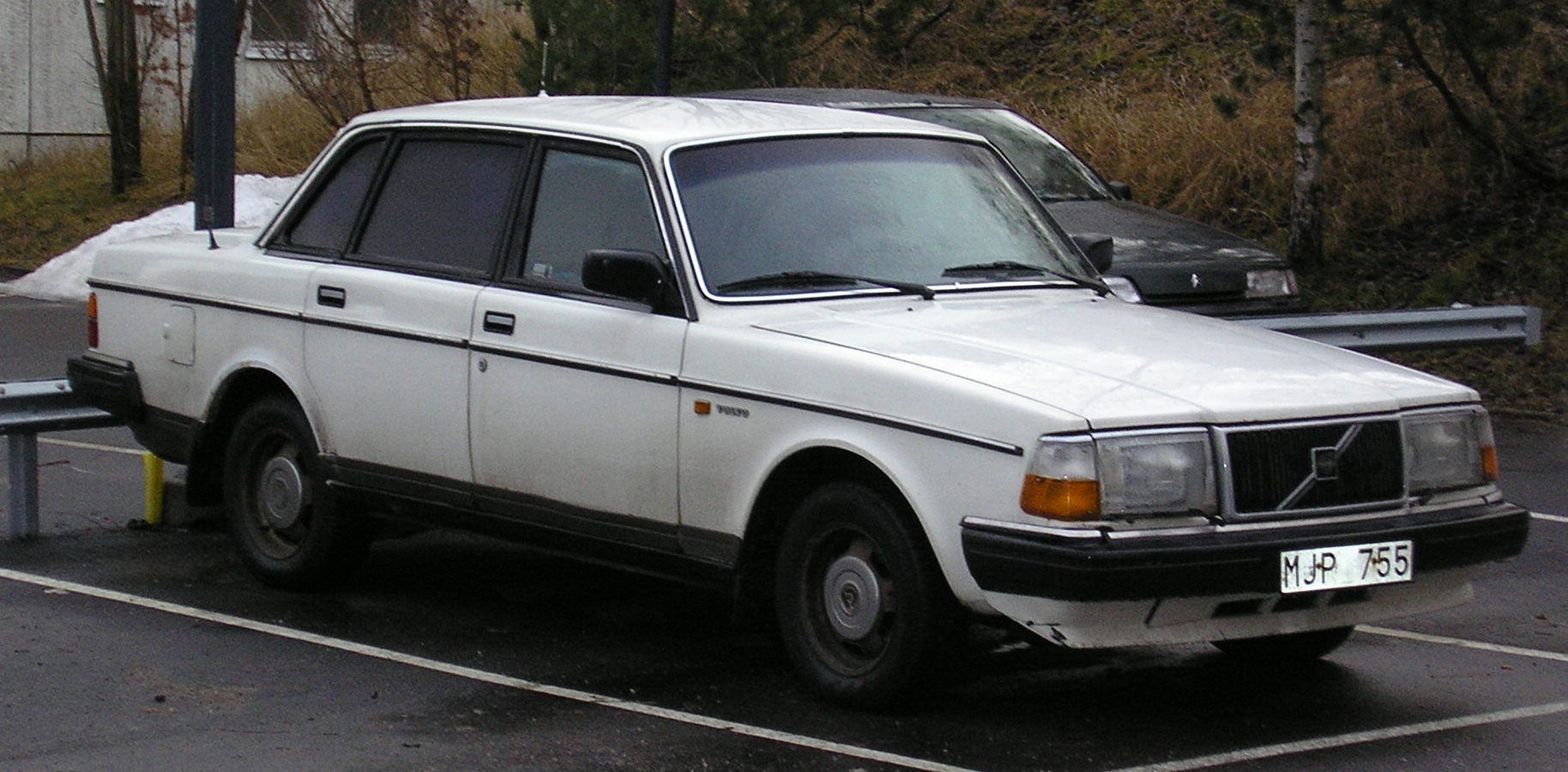
240GL

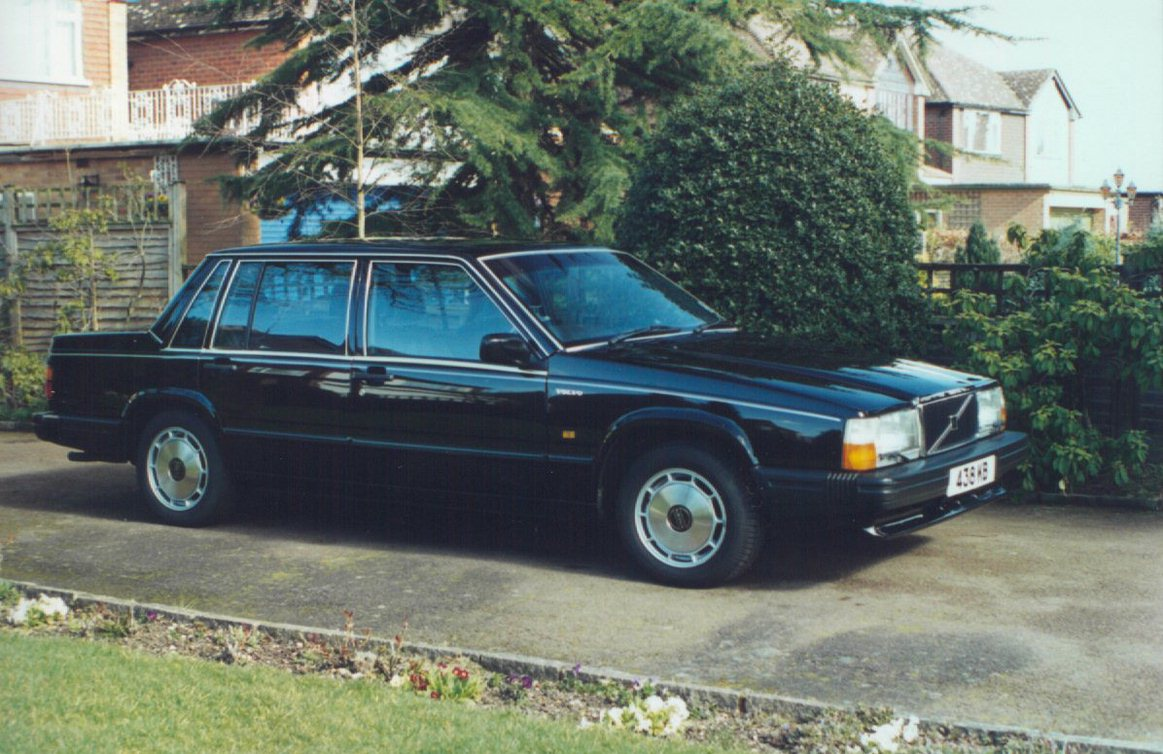
740GLE

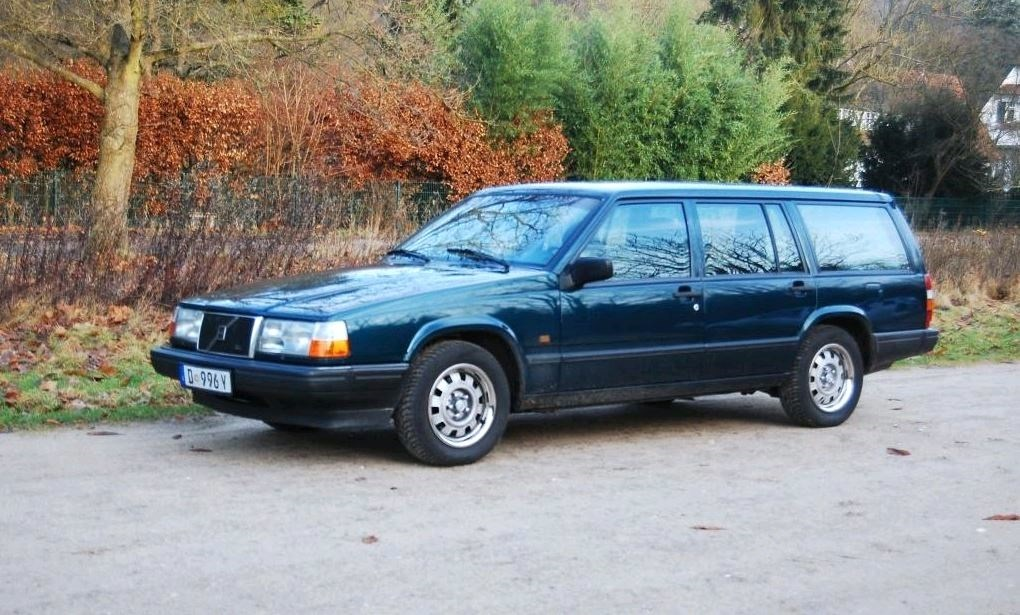
900シリーズ

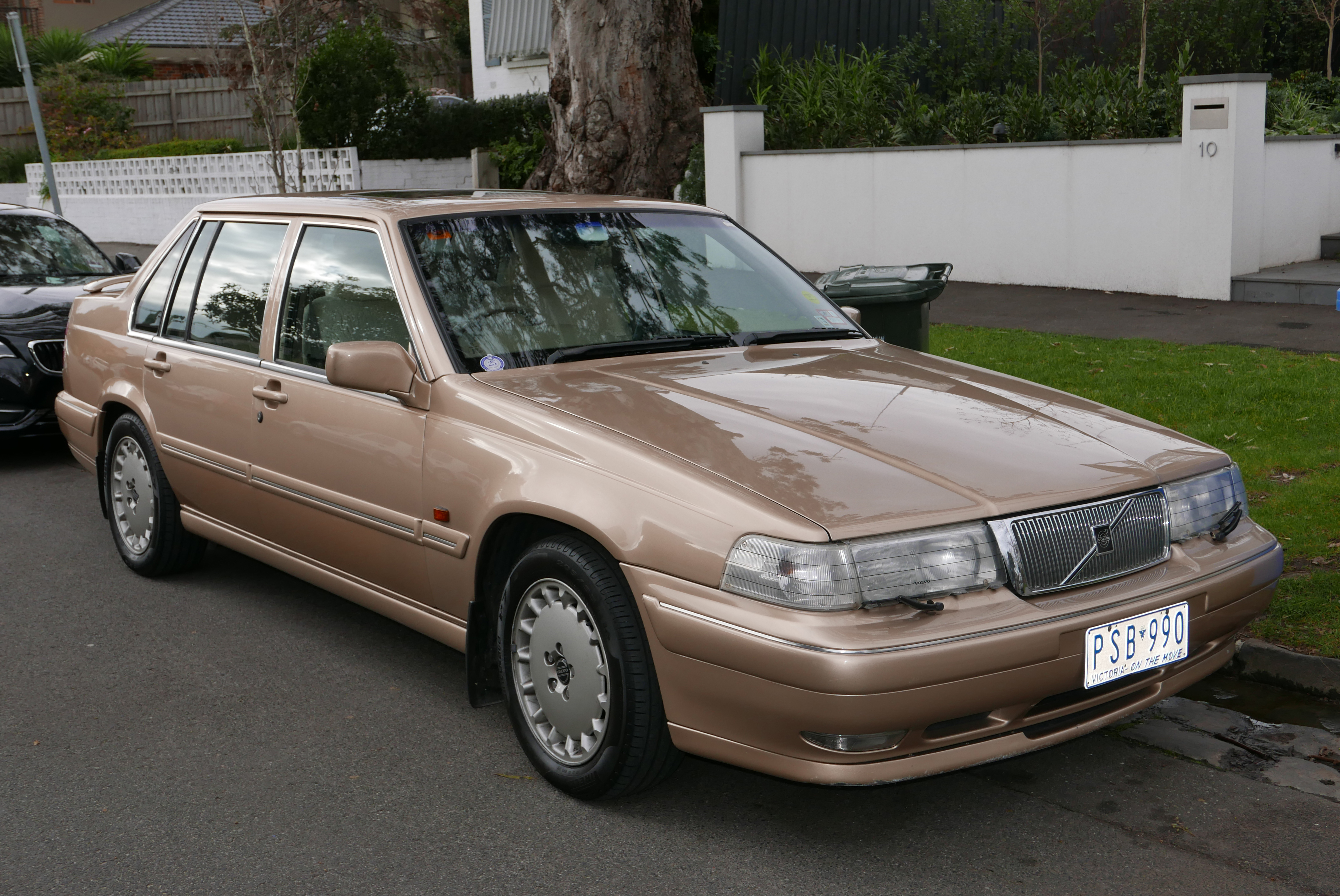
960SEセダン

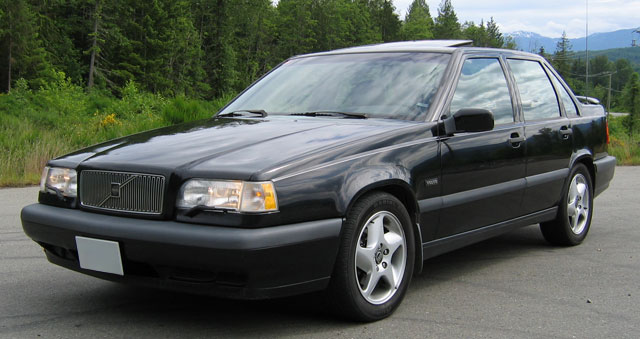
850ターボ・セダン

ボルボPV444/544 (1947年 - 1965年)
第二次世界大戦の終結後を見据えて開発された小型の2ドアセダンであり、4気筒ガソリンエンジンを搭載する。PV444が1947年 - 1958年、改良型のPV544が1958年 - 1965年に生産された。PV444の新車発表は第二次世界大戦末期の1945年2月に行われたが生産体制が整わず、1946年末に生産が開始された。両モデルを合わせて44万台が生産された。
ボルボP1800 (1961年 - 1973年)
イタリアのカロッツェリアであるカロッツェリア・ギア社のデザインによる流麗なボディを持つ2+2クーペ。1971年からはシリーズに3ドアのスポーツワゴンであるP1800 ESが追加された。
ボルボ120 (アマゾン) (1956年 - 1970年)
PV444をベースに発展させ、ボディを一新している。1959年式以降からは、同年にボルボ社が特許を取得した三点式シートベルトを世界に先駆けて全車に標準装備した。のちに、後部座席にも三点式シートベルトを採用。ダッシュボードをパッドで覆ったり、運転席のヘッドレストも標準装備として、現在標準的な乗員保護装置の先駆けとなった。約70万台が生産された。なお、アマゾンの名称は商標の関係でスウェーデンのみであり、他国では120が正式名称となる。
ボルボ142/144/145・ボルボ・164 (1966年 - 1974年)
ボルボ120をベースにボディを一新した。安全性のために設計されたモノコックボディの車体前後にクラッシャブルゾーンを設け、事故時に折りたたまれるように潰れることで、乗員保護が図られている。車内装備にも、サンバイザーや天井に柔軟な素材を採用するなど、乗員保護のための工夫が行われている。また、ブレーキにフェイル・セイフ・システムを採用し、安全性を高めている。
ボルボ・240・ボルボ・260 (1974年 - 1993年)
堅牢なロングセラー車。140/160シリーズのボディをもとに、前後にジュラルミン製の大型バンパーを追加した。PV444からほとんど変化することの無かったフロントサスペンションがダブルウィッシュボーンからマクファーソンストラットへと変更され、より幅広いV6エンジンの搭載を可能とした。最終的にはV8エンジンまで搭載することが予定されたが、これは実現しなかった。ツーリングカーレース (グループA)での240ターボの活躍から「Flying Brick (空飛ぶレンガ)」と称された。無骨な直線基調のデザインは、文字通り「レンガのようなデザイン」であり、ボルボは四角いというイメージを植え付けたモデルである。2.0リットルから2.3リットルのエンジンを搭載した240シリーズ (ステーションワゴンが有名)とPRV (プジョー、ルノー、ボルボ共同開発)のV6エンジンを搭載する260シリーズ (ベルトーネデザインのクーペ262Cやリムジンも存在した)からなる。当初は末尾の0の数字をセダンは4、エステートは5としドアの枚数とする呼び方をした。
ボルボ300シリーズ (1976年 - 1991年)
ボルボ66 (DAF社の乗用車部門買収前はDAF・66)の後継モデルで、初期には当時DAF→ボルボのみが実用車に採用していたベルト式CVT「バリオマチック」のみを変速機として搭載していた。
オランダの旧DAF工場で生産された後輪駆動小型車で、3ドアハッチバックの343と5ドアハッチバックの345、4ドアセダンの360 (1983年 - 1991年)からなる。1988年頃の英国では、よく見られた、ごく一般的な車種の一つで、フランスではファミリーカーと分類される。
日本には360GLEの右・左ハンドル (5MT)仕様車が正規輸入された。冷房も効く、日本仕様車である。
ボルボ400シリーズ (1986年 - 1996年)
300系の後継車。FF方式を採用する小型車。4ドアセダンの460と5ドアハッチバックの440、そしてリトラクタブルヘッドライトが印象的な3ドアハッチバックの480の三種類。
日本では1989年モデルのターボ車のみ300台が正規輸入された。そのうち、左ハンドルマニュアル車が295台に対して、右ハンドルAT車はわずか5台だった。
ボルボ700シリーズ (1982年 - 1992年)
ボディは4ドアセダンとエステートと呼ばれるステーションワゴン。サスペンションはフロントストラット、リアはボルボがコンスタントトラックと呼ぶ5リンクリジット。760の末期モデルはセダンのみマルチリンクとなった。4気筒の740、6気筒の760の2レンジ。このうち日本に導入されたのは740GLT (2LSOHCターボ)、740GL (2.3L SOHC)740GLE (740GLの豪華装備モデル)、740GLE 16VALVE (2.3L DOHC)、740ターボ (2.3L SOHCターボ)。740ターボには特別仕様車としてエンジンパワーを向上させたターボプラスが存在。760GLE (2.8L SOHC)、760ターボ (2.3L SOHC直列4気筒ターボ)、760GLEターボディーゼル (2.4L 直列6気筒ターボディーゼル)。760GLEのエンジンはプジョー、ルノー、ボルボ、3社の共同開発によるV6、ターボディーゼルのエンジンはフォルクスワーゲン社製である。ターボディーゼルは初期にごく少数が輸入されたに過ぎない。また、85年から91年にかけて、イタリア・ベルトーネ社のデザイン・架装による耽美な2ドアクーペ、780が存在した。780のデビューは、1985年のジュネーヴ・ショーであった (ボルボによれば開発は発表の7年前である)。780は760をベースとしており、PRV製V6/2.8Lエンジンが搭載されていた。製作テーマは「限られた台数を継続的に生産し、ボルボ・ラインアップの頂点に立つスタイリングとインテリアの質とデザインを持った、エグゼクティブ・サルーン」であった。しかし、イタリアで組み立てが行なわれていたせいもあり、価格が非常に高く、販売台数は少なかった。
ボルボ940 (1990年 - 1998年)
900シリーズは、上記の700シリーズの改良版である。主に、側面衝突に対応するSIPSやエアバッグの導入など安全面の改良であり、エンジンやサスペンションの構成はほぼ変わらない。ボディー形状は、セダンのＣピラー以降が変更されているが、エステートは700シリーズ後期モデルとほぼ見分けが付かない。日本に導入されたのは、940GL (2.3L SOHC)、940ポラール (2.3L SOHC、96年式よりロープレッシャーターボ)、940GLターボ (2.3L SOHCターボ)、940GLE (2.3L SOHCターボ)、940GLE 16VALVE (2.3L DOHC)、940ターボ (2.3L SOHCターボ)、940Classic (2.3L SOHCターボ)など多岐に渡る他、940ターボSEを始めとする特別仕様車が存在する。直列4気筒SOHC2.3LのB230エンジンにはNAとターボが存在し、ターボは135PSのロープレッシャー型、165PSまたは190PSのハイプレッシャー型の仕様があった。「ターボ＋」により出力強化された190PS版は、SEなど特別仕様車の他、製造年によってターボに標準搭載された。
ボルボ960 (1990年 - 1997年)
960、960EX、960EXロイヤル、960 24VALVE、960ロイヤル、960 3.0－24V、960 2.5－24V、960リムジン、が展開された。当初PRV製V6の2.8Lユニットが搭載されていたが、92年モデル以降は、新開発されたボルボオリジナル直列6気筒DOHCの3.0Lモジュラーユニットに変更された。95年モデルとしてビッグマイナーチェンジが行われ、フェイスリフト、2.5Lモデルの追加を受けた他、サスペンションの大幅変更が行われた。リアサスペンションの変更ではセダン/エステート共に、横置きリーフスプリングの材質にCFRPを使うマルチリンクというコンパクトさを追求した独創的な型式に改められた。これに伴い、荷室空間確保のためコイルリジットであったエステートも独立懸架の足回りを得た。
ボルボ・850 (1992年 - 1997年)
中型車としてはボルボ初のFF車。直列5気筒を横置きに搭載する珍しいレイアウトを取る。当初は4ドアセダンのみで後にエステートと呼ばれるワゴンが追加。サスペンションはフロントストラット、リアはボルボがデルタリンクと呼ぶトレーリングリングトーションバー。これまでのボルボとは一転、スポーティーな性格で英国のBTCCなどに出場し当初はワゴンボディで出走し注目を集めた。日本に導入されたのは850GL (当初は850GLE Sタイプのちに850 S2.5その後は850 2.5) 850GLE (のちにドロップ) 850GLT (のちに850 2.5－20V) 850 2.5T (2.5Lライトプレッシャーターボ) 850 T－5 (2.3Lハイプレッシャーターボ)他に限定車として850T-5R、850R、さらにT-5スペシャルエステート、GLファミリーエステート等がある。エステートに限り2.5Tをベースとして4WDモデルが追加されている。 (日本には未導入)また、環境先進車として初めてCNG (天然ガス)・バイオガス等のメタンガスとガソリンの両方が使用可能なバイフューエルもラインナップされた。

### 1995年以降の車種 (2桁モデル)

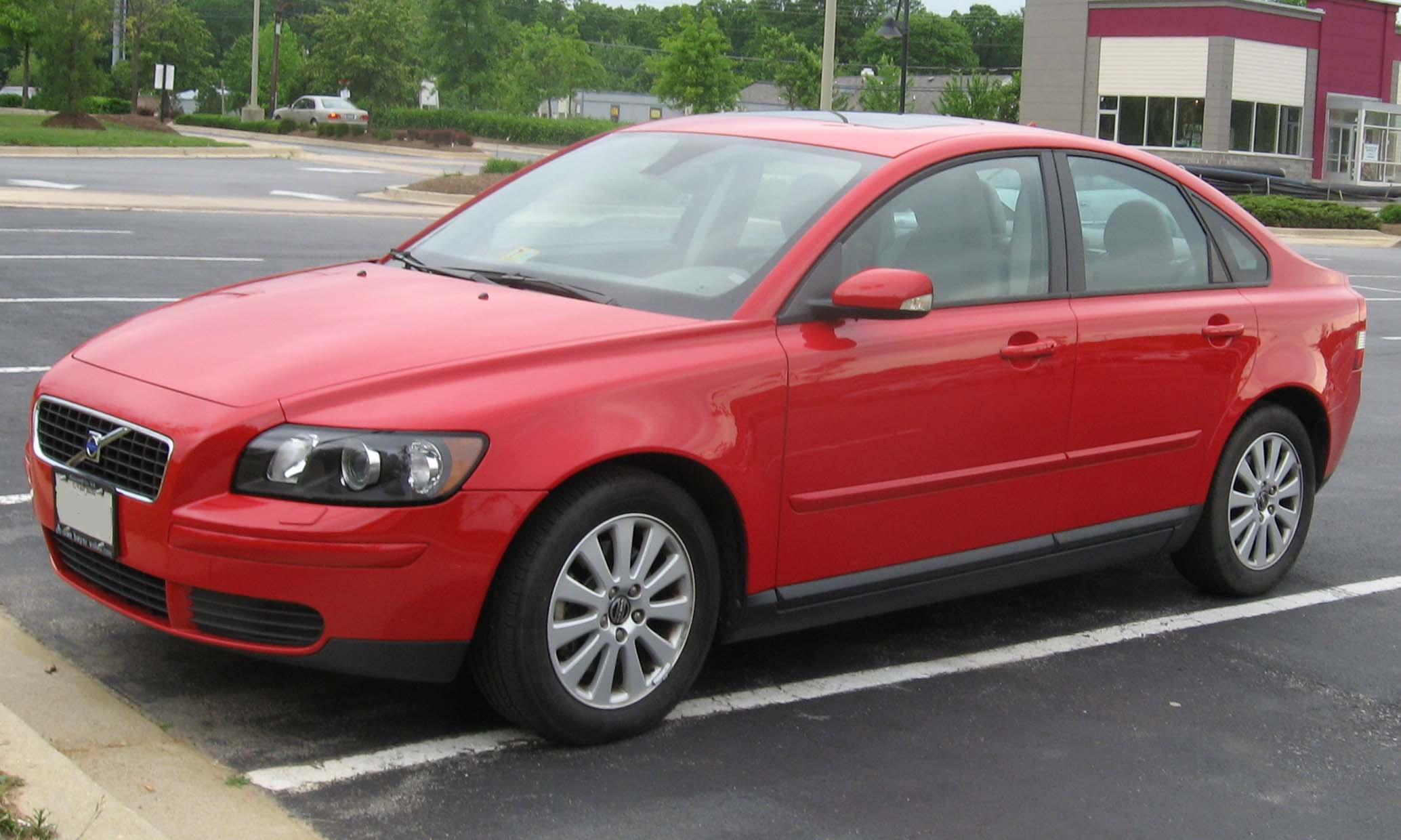
S40セダン

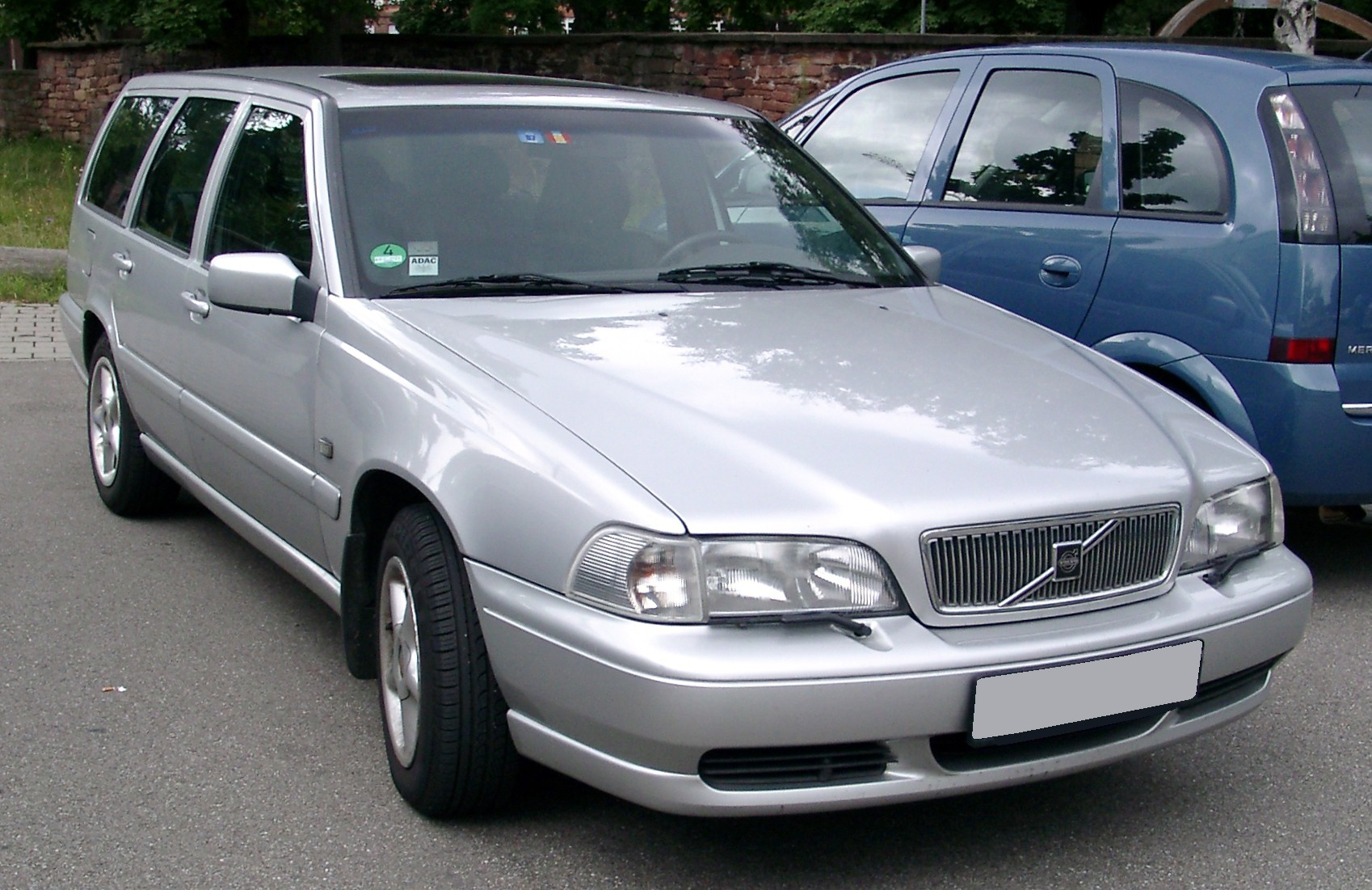
V70ステーションワゴン

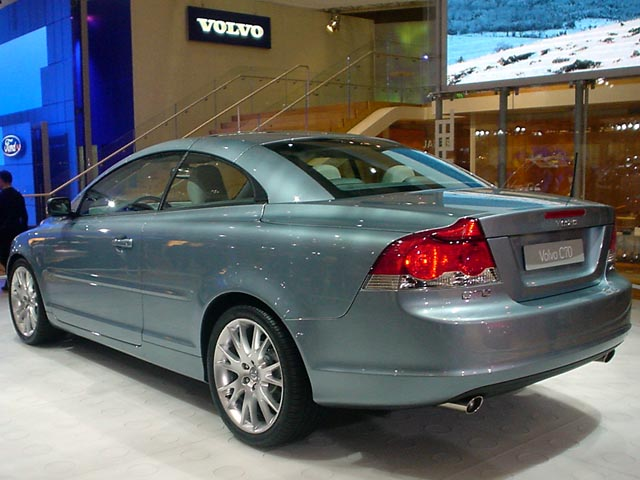
C70 (屋根を閉めた状態)

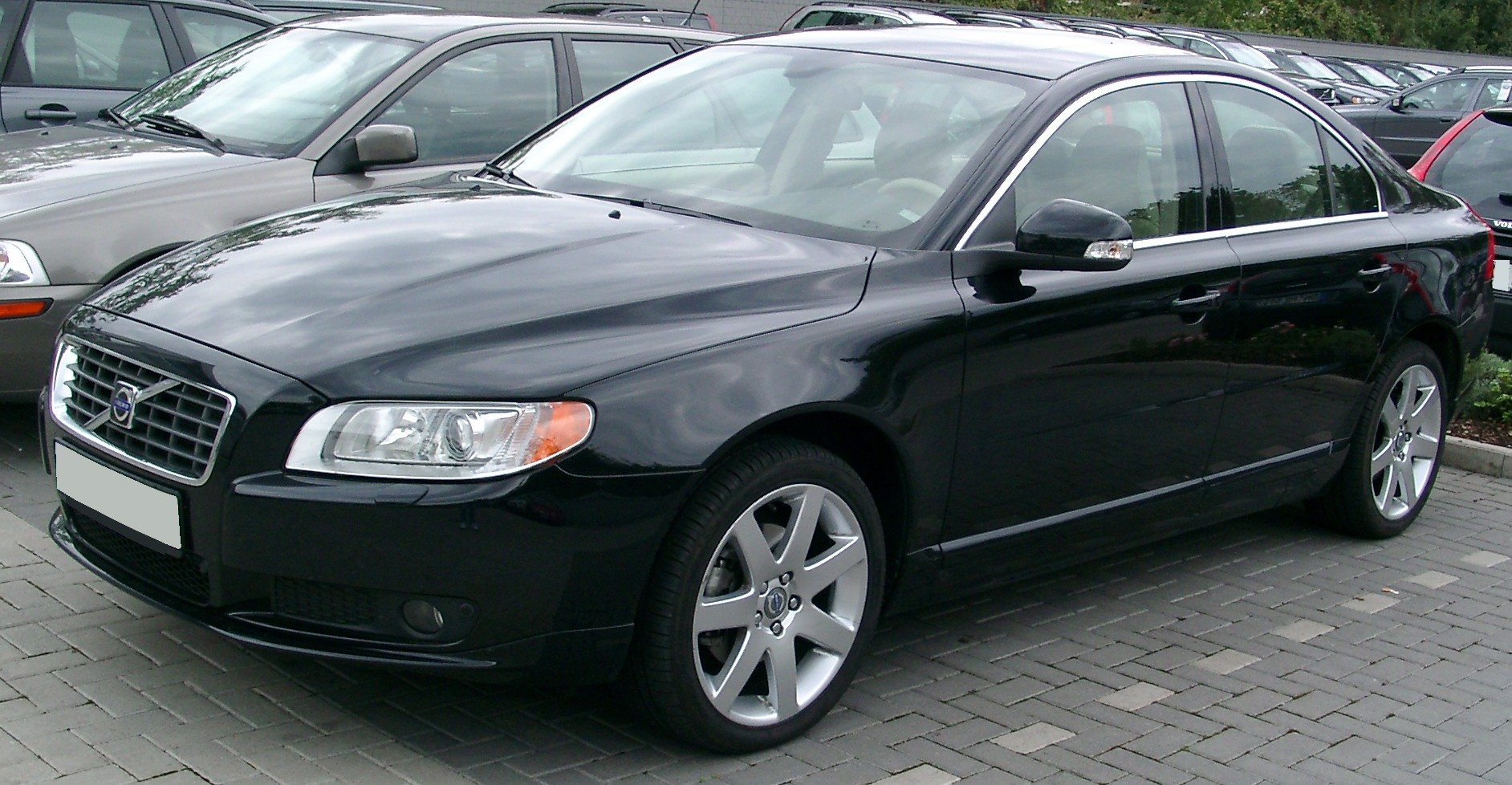
S80 (第二世代)

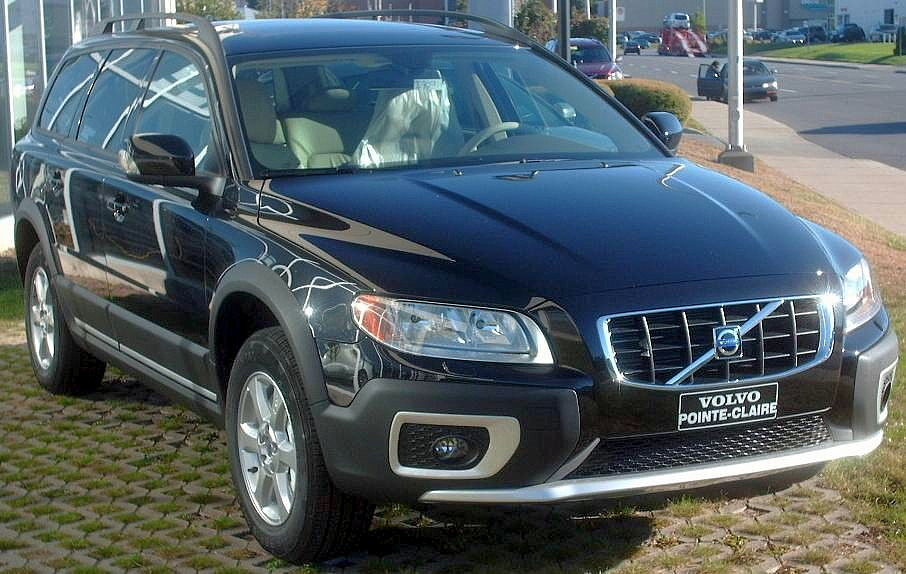
XC70 (第二世代)

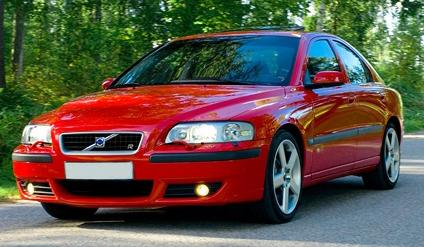
S60 R

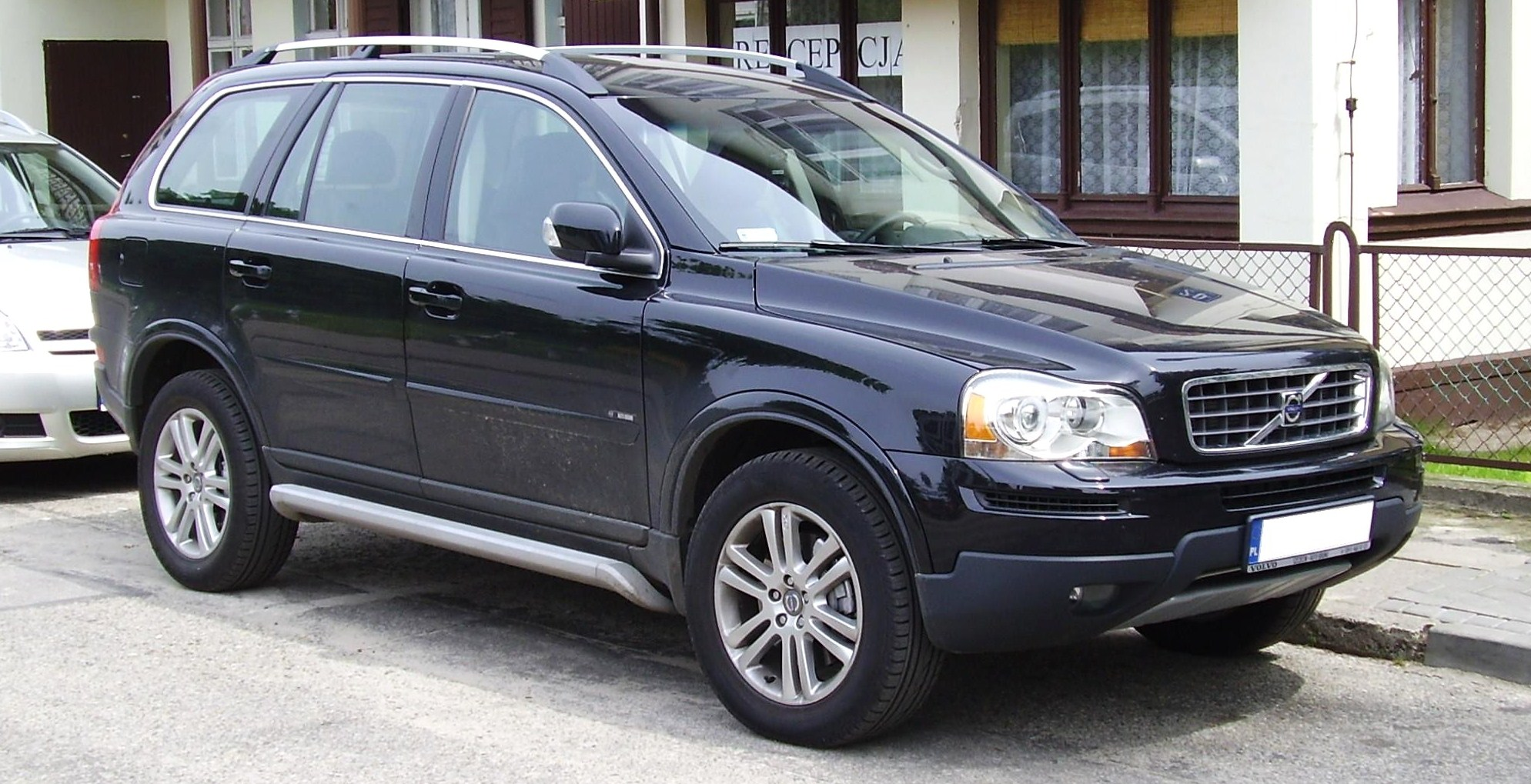
XC90

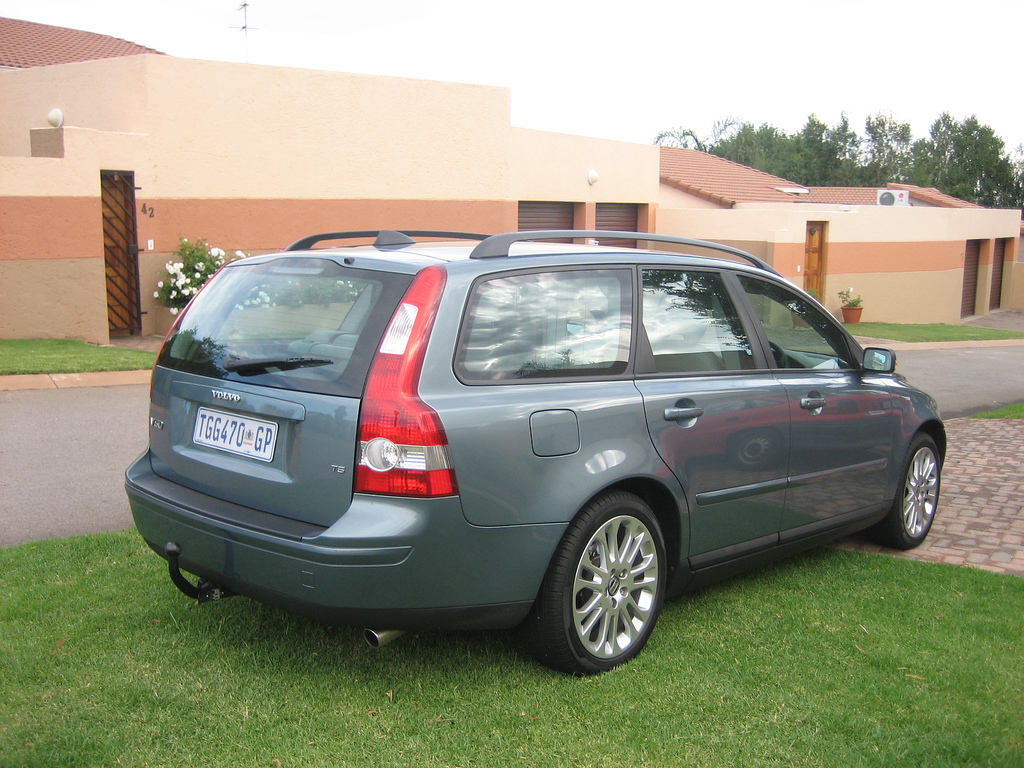
V50 T5

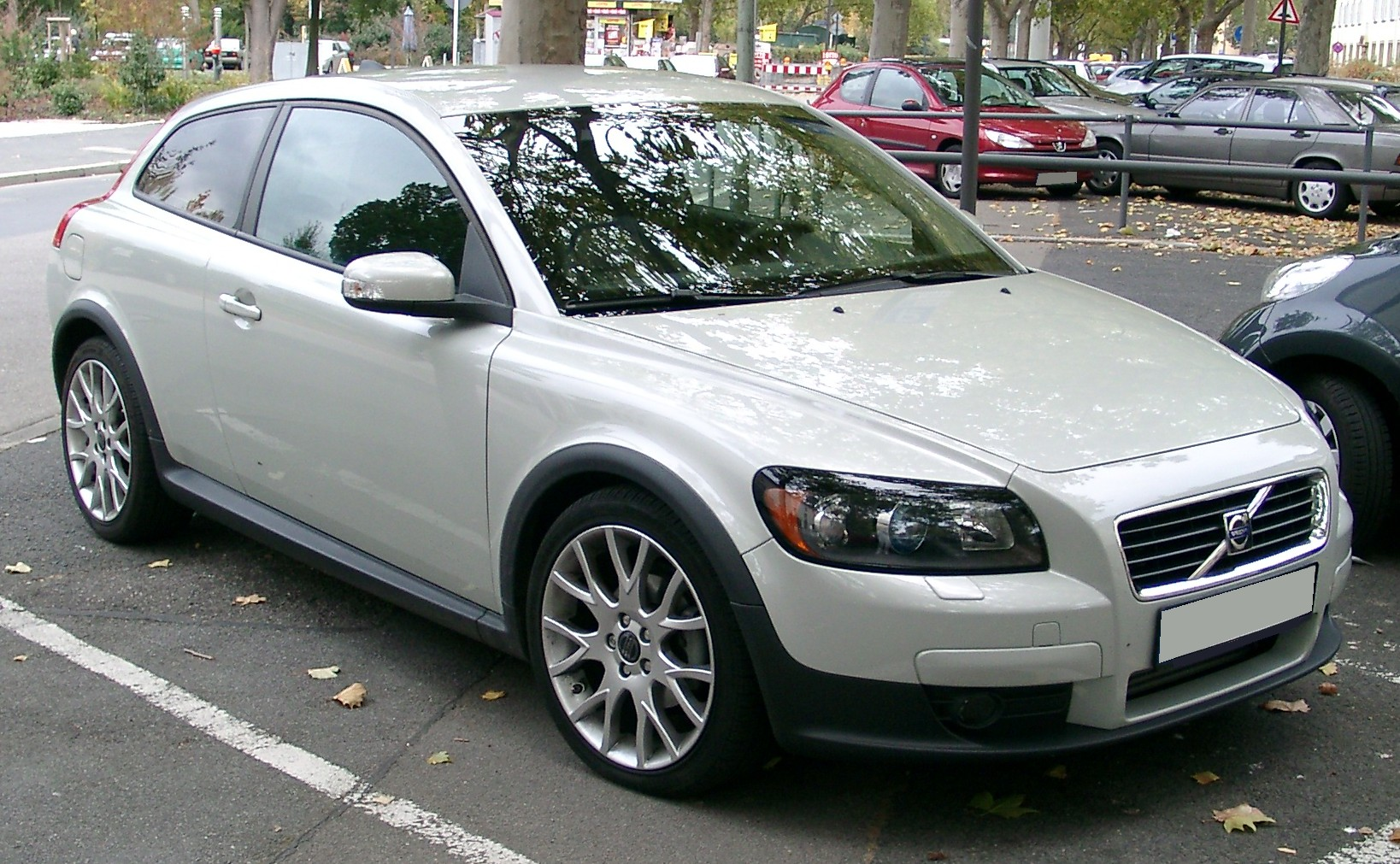
C30

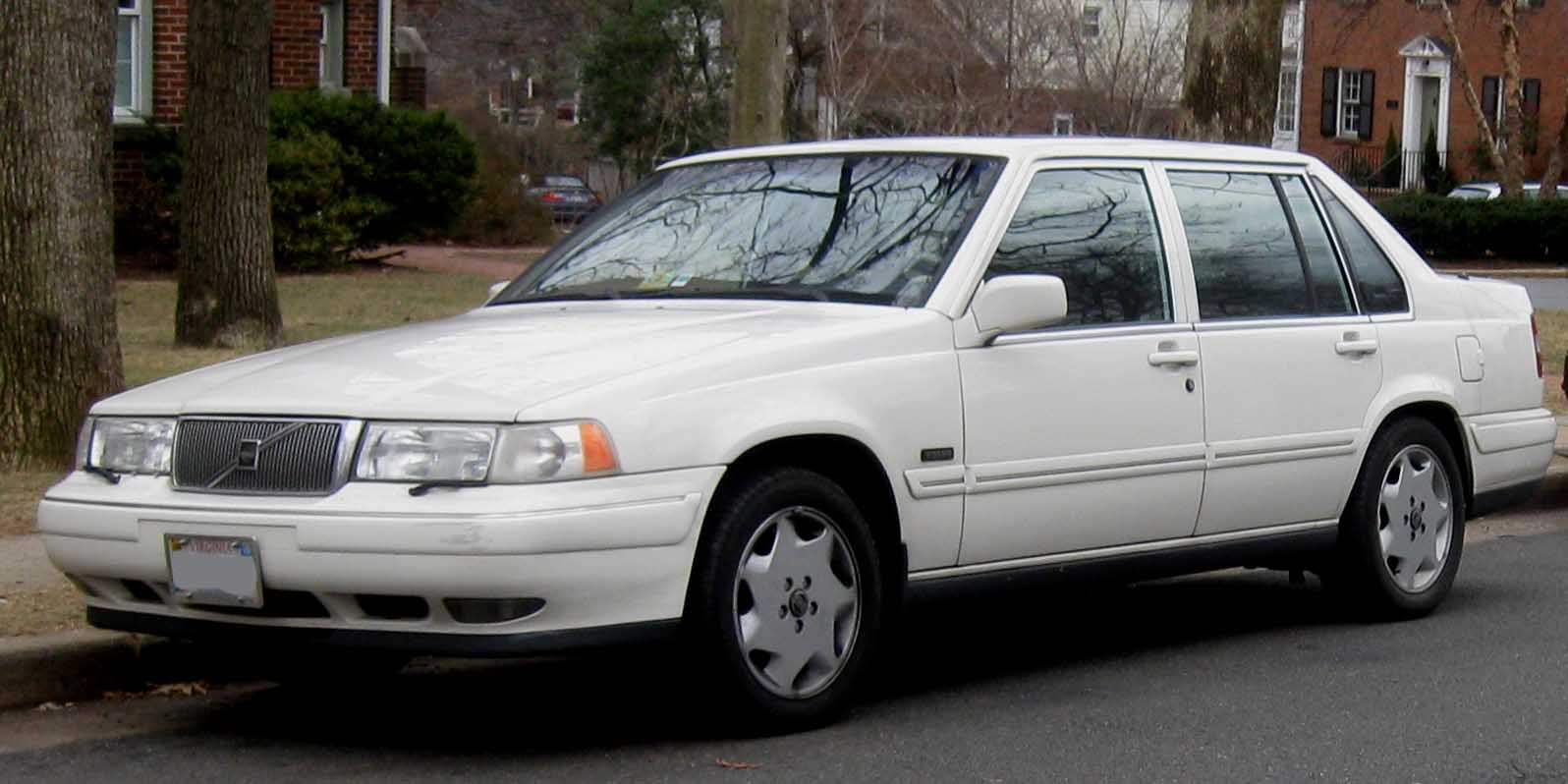
S90

S40/V40 (初代) (1995年 - 2004年)
小型FF車であるボルボ400シリーズの後継車。オランダ政府、三菱自動車、ボルボの共同出資によるネッドカーで生産され、同時期に生産された「三菱・カリスマ」とプラットフォームを共有する。1999年にオランダ政府、2001年にボルボが資本撤退し、ネッドカーが三菱自動車の子会社となった後も、生産契約により2004年まで生産された。日本においては、1997年10月に発売開始された。
ボルボS/V70 (1997年 - 2000年)
850のビッグマイナーチェンジモデル。シャーシー構成、エンジンなどは850を継承。ボディデザインは角が落ちS/V90、S/V40シリーズとのイメージの共通化を図る。AWDも日本国内で正式に発売され、高出力の限定車はS70RAWD V70RAWD。
ボルボS90/V90 (1997年 - 1998年)
960シリーズの名称変更モデル。後期960とともに、現在、FRレイアウトと4輪独立懸架の足回りを踏襲した唯一のボルボ車であり、FRボルボの集大成とも言える。日本市場では、97年モデルとして2.5、3.0、3.0E、それにロングホイールベースのS90 Royalが存在した。98年モデルは、最終限定車としてClassic (3.0L)のみとなり、S90限定100台、V90限定500台が販売された。
C70カブリオレ/クーペ (1998年 - 2014年)
初代70シリーズをベースとしたクーペ＆カブリオレ。日本ではクーペが先に輸入され、2001年にクーペの代わりにカブリオレが輸入された。
2代目はS40ベースのクーペカブリオレ。日本では2007年に発売された。欧州仕様はガソリンだけでなく、ディーゼルターボの設定もある。
S80 (1999年 - 2016年)
ボルボの最上級4ドアセダン。直5、直6エンジンを横置きするFF駆動方式。
ガソリン・ターボ (ロー/ハイプレッシャー)直5ディーゼル・デイーゼルターボ、バイフューエル (LPG/ガソリン〈05年まで〉・CNG/ガソリン)の多彩なエンジン構成を持つも、日本での販売はガソリンエンジンのみである。
電子制御スロットルの故障多発により、北米では訴訟により保証期間の延長が行われた。日本ではリコール届出がなされておらず、有償修理となる。
2007年にフルモデルチェンジされて2代目に移行し、V8モデルも登場した。
V70 (2000年 - 2016年)
1999年にフルモデルチェンジを行い、日本では2000年から2007年まで販売された2代目。丸味を帯びたスタイルとなり、外寸も大型化された。2004年秋に登場した2005年モデルではフェイスリフトが行われた。
2006年モデルでは限定車扱いであったRAWDがカタログモデルとなっていた。
欧州では、ガソリン2000ターボ (日本では市販されず)・2400・2400ロープレッシャーターボ・2400ハイプレッシャーターボに加え、2400ターボディーゼル・ディーゼル (日本発売なし)、CNGバイフューエル、LPGバイフューエル (日本発売なし・テストカーは日本でも走行)がラインナップされていた。
2007年秋から、フルモデルチェンジを受けて3代目となる2008年モデルが市販開始された。
XC70 (2002年 - 2016年)
V70をベースとしたクロスオーバーSUVとして登場。初期はV70ファミリーの一グレードとして V70 XCを名乗っていた。オリジナルのV70より最低地上高を上げ215mmとなっており (全高は1560mm)、廃道や林道・オフロード・積雪路面で威力を発揮する。トレッドも45mm拡大されている。AWDシステムは、ハルデックス社 の前後輪駆動配分を採用したスタンバイ式を採用している。
スタンバイ式の特性上、ぬかるんだ坂道などでは前輪しか回らないという 悪路での走行実験動画 や 走行安定性試験 などの報告も挙がっていたが、現在はプレチャージ機構により改善された。
2007年秋、V70と同時にフルモデルチェンジを受けて2代目が発売された。
S60 (2001年 - )
S80/V70と共通のプラットフォームを持つ中型の4ドアセダン。自然吸気とターボ過給の直5エンジンを横置きする。駆動方式はFF/AWDとも5ATを基本とするが、R AWDについては6ATである。エンジンラインナップはV70と同じである。
XC90 (2003年 - 2015年)
北米市場でのSUV好調を受け、三列シートを持つSUVとして設計されたモデル。日本には導入されていないがFF仕様もある。V8、直6、直5エンジンを横置きする。なおV8エンジンはヤマハ発動機が設計生産をおこなっている。
2015年、第二世代に移行した。
V50 (2004年 - 2012年)
ネッドカー (設立当時はボルボ、三菱自動車、オランダ政府の合弁企業)で生産されていたボルボS/V40の後継車である。小型車ラインナップの生産拠点であったネッドカーが、資本の譲渡や撤退により三菱自動車の完全子会社となり、フォード・モーター資本下での後継車の去就が注目されていた。
ベルギーで生産され、横置き4気筒をメインに、中型車と共通の直5エンジンもラインナップする。
プラットフォーム、フロントサスペンション、ブレーキシステム・部品などを、マツダ3 (アクセラ)やフォード・フォーカスと共用する。またフォード・フォーカスにはボルボ特有の直5エンジン搭載車種も存在し、この3車種はフォード・C1プラットフォームを介した姉妹車種である。
日本では輸入車としては初めて超-低排出ガス車の認定を受ける。
本国仕様ではFFV (フレキシブル・フューエル・ビーグル)というエタノールとガソリンの混合比が自由な4気筒エンジン搭載車も発売されたが、日本への導入予定は公表されていない。
C30 (2006年 - 2013年)
S40/V50と共通のプラットフォームを持つ3ドアハッチバック。グラスハッチを持ったスタイリングは往年のボルボ・P1800ESを思わせる。
2006年10月、パリサロンでワールドプレミアが行なわれる。
日本国内では、2007年モデルとして発売された。
XC60 (2008年 - 2017年)
3代目V70をベースとしながらも、クーペとハッチバックを融合させたようなエクステリアを与えたクロスオーバーSUV。低速用追突回避・低減オートブレーキ・システムであるシティ・セーフティを世界で初めて標準装備とした。シティ・セーフティの日本市場導入にあたり、国土交通省の技術指針策定のために1年半の歳月を要した。
日本国内では、2009年8月に直6・3.0LターボのAWDモデルのみが2010年モデルとして発売されたが、2.0LターボのFFモデルが2010年8月に追加された。

### 2010年以降の車種

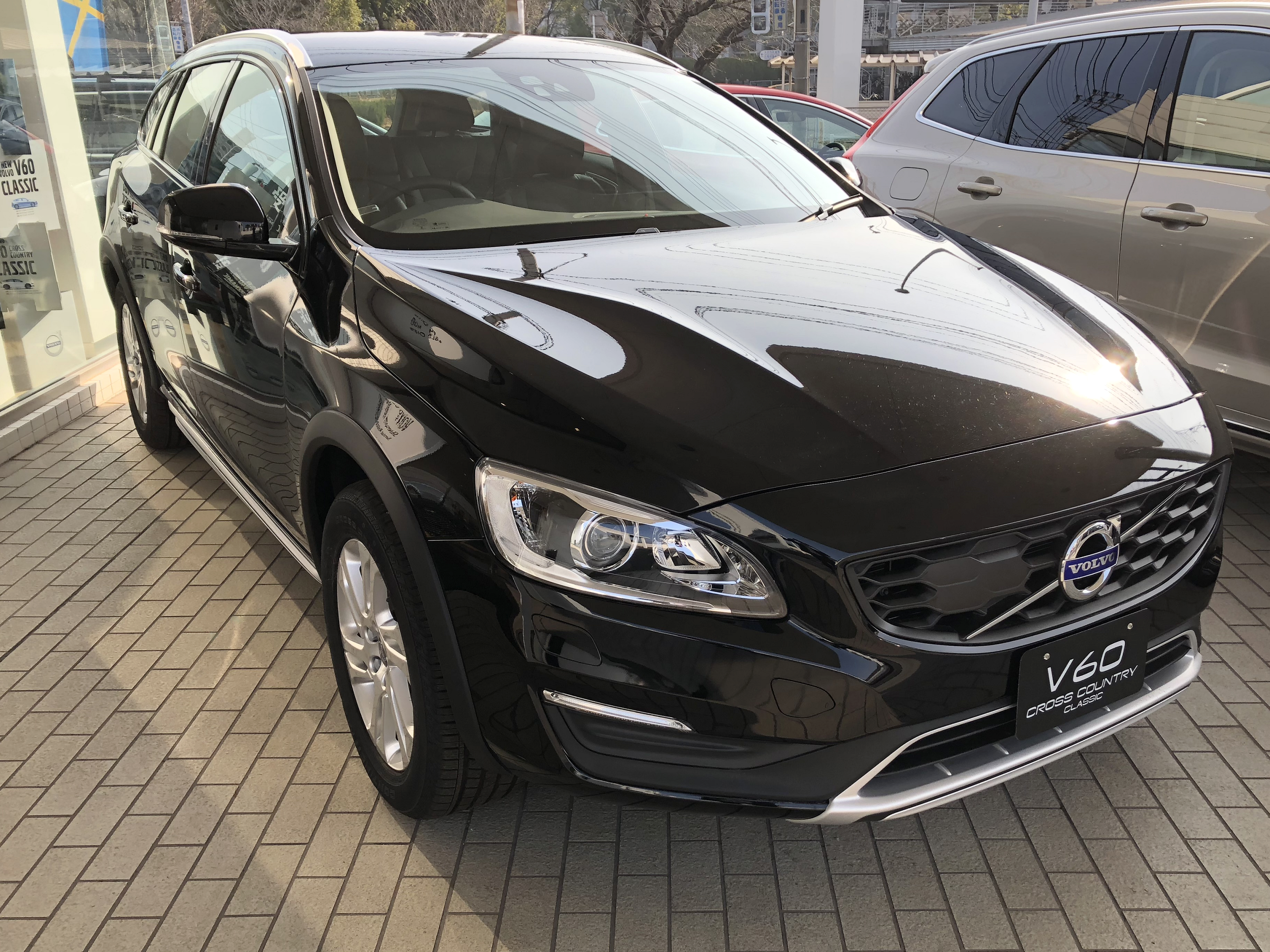
V60 Cross Country D4 Classic (日本仕様)

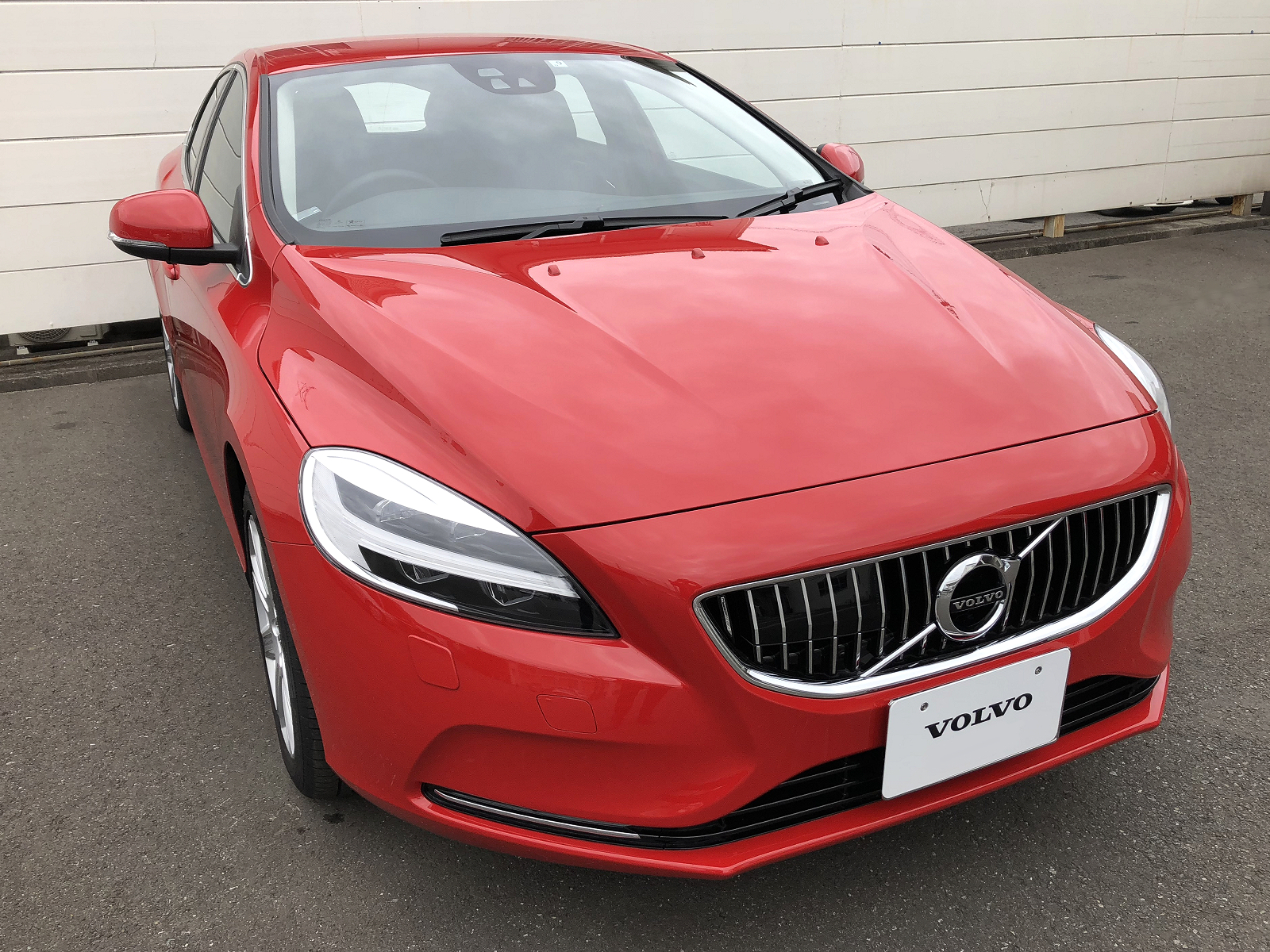
V40 T3 Inscription (日本仕様)

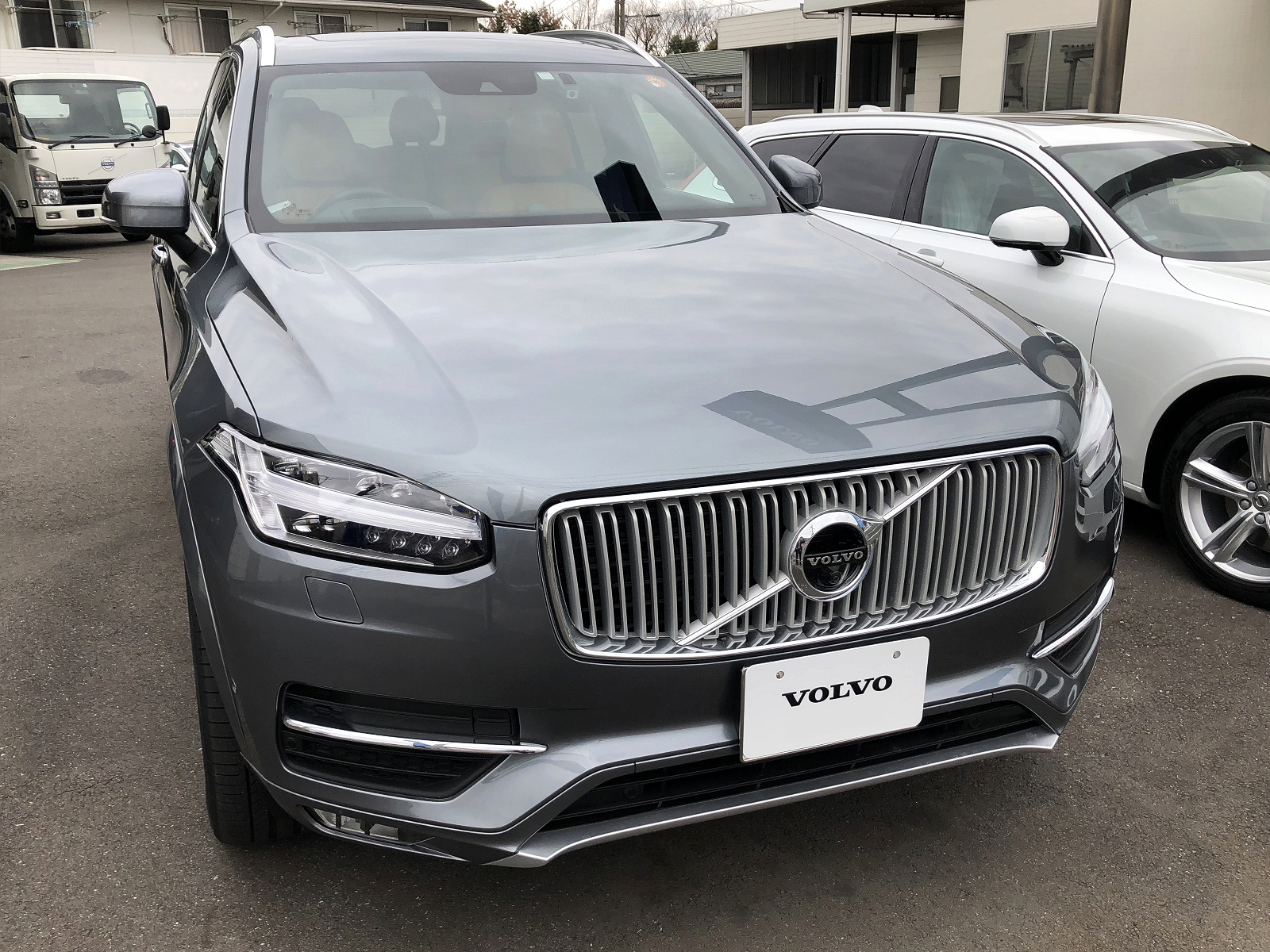
XC90 T6 AWD (日本仕様)

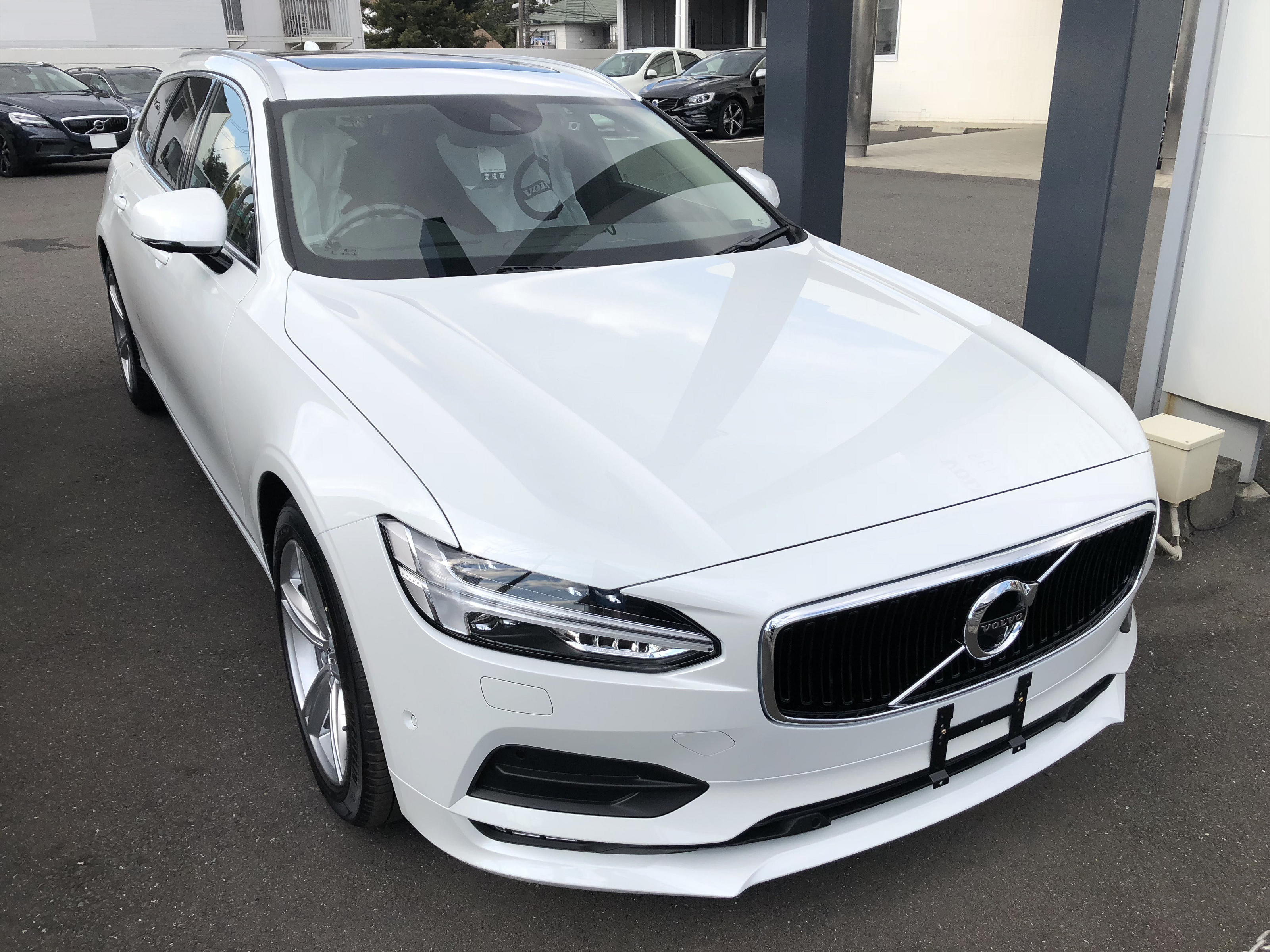
V90 T5 (日本仕様)

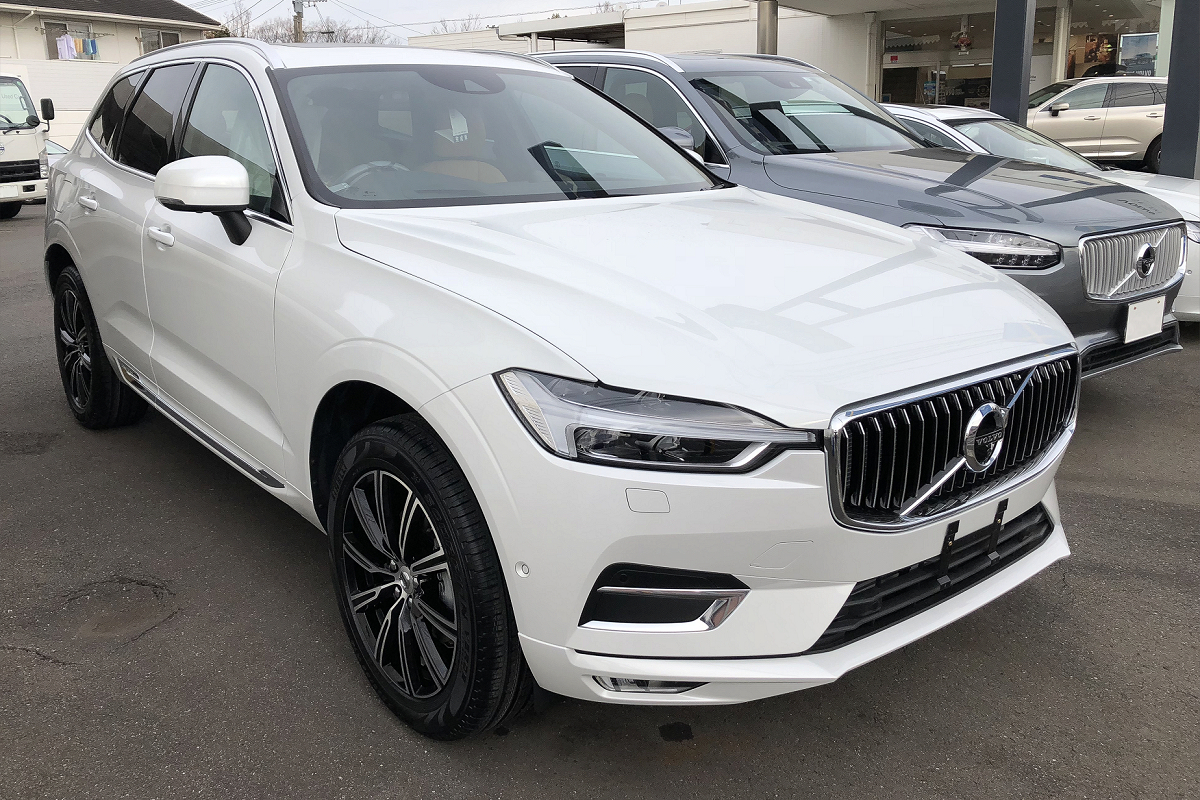
XC60 T5 AWD (日本仕様)

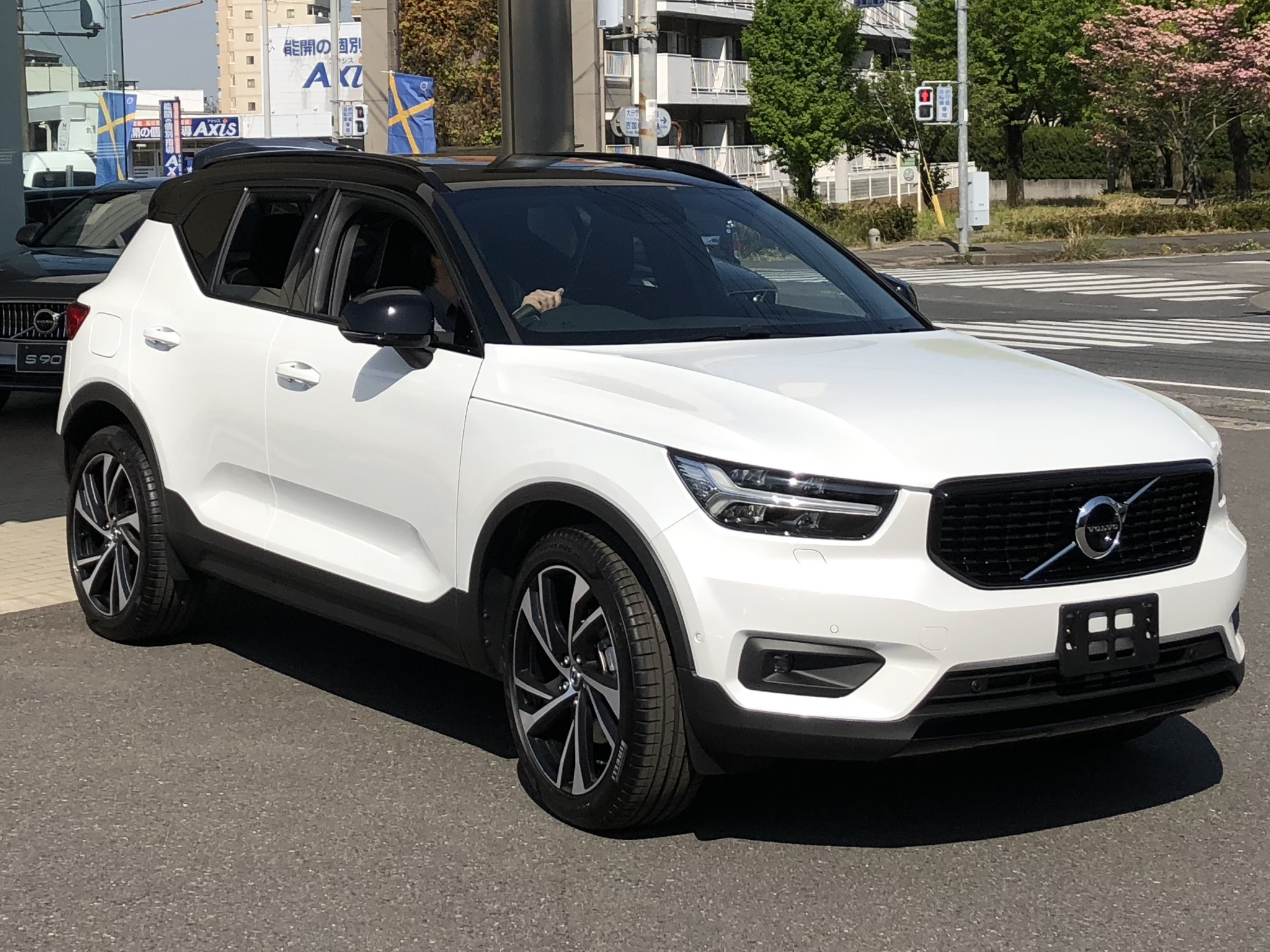
XC40 T5 R-Design (日本仕様)

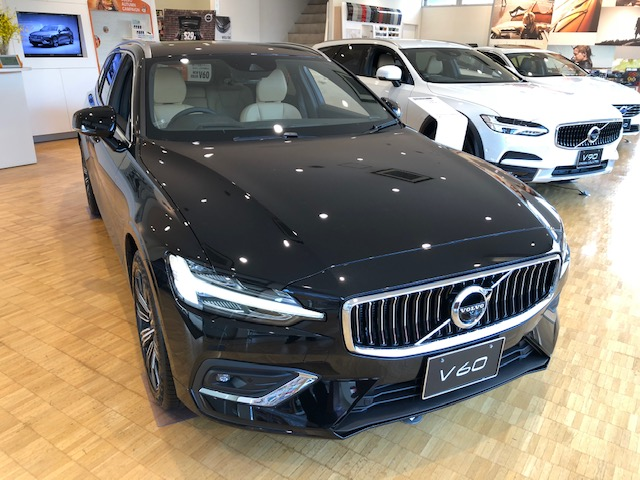
V60 T5 Inscription (日本仕様)

V60 (2010年 - 2018年)
S60/XC60と共通のプラットフォームを持つ中型のステーションワゴン。前出2車同様、流麗なエクステリアが特徴である。
ターボ過給の直6エンジンならびにターボ過給の直4直噴を横置きする。駆動方式はFFとAWD。ラインナップはS60と同じである。
V40 (2代目、2012年 - )
C30と共通のプラットフォームを持つ5ドアハッチバック。S40とV50の統合・後継モデルである。
2012年、パリサロンでワールドプレミアが行なわれ、その後欧州市場で市販を開始。
日本国内では、2013年2月に発売開始された。
V40 Cross Country (2012年 - )
2012年9月、パリサロンで発表された。
V40の派生車種で、専用のアンダーガード、ルーフレール等を装備したアーバン・クロスカントリー。
V40と比べ、全高は＋30mmの1470mm、最低地上高は＋10mmの145mm、SUV性能を備えている。
日本国内では、2013年5月7日に発売開始された。
V60 Cross Country (2015年 - )
V60をベースに専用のエクステリアデザインと専用のサスペンションが採用されたクロスオーバーモデルである。
V60と比べて全高は＋60mmの1540mm、最低地上高は＋65mmの200mm、ラフロードでの走行性能を高めている。
2015年10月6日に日本でも発表、発売が開始された。
XC90 (2代目、2015年 - )
新世代のSPA (Scalable Product Architecture)プラットフォームを導入したフラッグシップSUVである。
世界初のランオフロード・プロテクション (道路逸脱事故時保護システム)、インターセクション・サポート (右折時対向車検知機能)など、16種類以上の先進安全技術を標準装備。
欧州の自動車安全評価機関『ユーロNCAP』のセーフティアシストの分野で史上初の満点を獲得し、総合評価でも5つ星の最高評価を得ている。
国内外で100を超える賞を受賞しており、日本でも『RJC カー オブ ザ イヤー・インポート』、『グッドデザイン・ベスト100』に選ばれている。
2016年1月27日に日本でも発売され、初めてPHEV (プラグインハイブリッド)を導入した。
V90 (2016年 - )
V70の後継車種として登場。
日本においては、2017年2月23日に発表された。
XC70はフルモデルチェンジを機に「V90 CROSS COUNTRY」へと変更され、V90に編入。ベース車種への編入は初代V70XC以来である。
S90 (2016年 - )
S80の後継車種として登場。車名の復活は960ベース以来、18年ぶりとなる。
日本においては、2017年2月23日に発表され、計500台限定で販売される。
XC60 (2代目、2017年 - )
2017年3月、サロン・アンテルナショナル・ド・ロト (通称：ジュネーヴ・モーターショー)で発表された。
新世代のSPA (Scalable Product Architecture)プラットフォームを導入したミドルサイズSUVである。
16種類以上の先進安全技術を全モデルに標準装備、レベル2 (部分自動運転)の自動運転車技術を実現した。
世界初のインターセクション・サポート (右折時対向車検知機能)、大型動物検知機能 (夜間含む)、ランオフロード・ミティゲーション (道路逸脱回避支援システム)、ランオフロード・プロテクション  (道路逸脱事故時保護機能)を標準装備する。
2017年10月16日に日本でも発表、発売が開始された。
2017年12月11日、第38回『日本カー・オブ・ザ・イヤー2017-2018』にボルボXC60が受賞した。
XC40 (2017年 - )
2016年にConcept 40.1と呼ばれるコンセプトカーで発表、2017年9月21日、XC40はイタリア・ミラノのファッションウィーク特設会場で発表された。
新世代のCMA (Compact Modular Architecture)プラットフォームを最初に導入したコンパクトクロスオーバーSUVである。
日本においては、2018年1月26日に発表され、発売。
2018年12月7日、第39回『日本カー・オブ・ザ・イヤー2018-2019』にボルボXC40が受賞した。
V60 (2代目、2018年 - )
2018年2月21日、フルモデルチェンジで2代目が発表されたステーションワゴン。
新世代のSPA (Scalable Product Architecture)プラットフォームを導入したミドルサイズのプレミアム・エステートである。
日本においては、2018年9月25日に発表、発売が開始された。直列4気筒ガソリンターボエンジンとPHEV (プラグインハイブリッド)搭載モデルのみでディーゼル・エンジンの設定はない。
S60 (3代目、2018年 - )
2018年6月20日、フルモデルチェンジで3代目が発表されたセダン。
直列4気筒ガソリン・エンジンとPHEV (プラグインハイブリッド)搭載モデルのみでディーゼル・エンジンの設定はない。
日本においては2019年11月5日に発表された。
C40 Recharge (2021年 - )
2021年3月2日に発表されたクロスオーバーSUV型の電気自動車。
日本においては2021年11月18日に発表された。
EX30 (2023年 - )
2023年6月7日に発表されたコンパクトクロスオーバーSUV型の電気自動車。
吉利の開発したSEAプラットフォームを採用する。
日本においては2023年11月22日に発売された

### コンセプトカー

#### 1900年代
- ビーナスビロ -  (1933年)
- フィリップ -  (1952年)
- マーガレットローズ -  (1953年)
- エリザベスI -  (1953年)
- VESC  (Volvo Experimental Safety Car) -  (1972年)
- 1800 ESC -  (1972年)
- EC  (Electric Car) -  (1977年)
- シティタクシー -  (1977年)
- ツンドラ -  (1979年)
- VCC  (Volvo Concept Car) -  (1980年)
- LCP2000  (Light Component Prototype) -  (1983年)
- ECC  (Environment Concept Car) -  (1992年)
- ACC  (Adventure Concept Car) -  (1997年)

#### 2000年代
- SCC  (Safety Concept Car) -  (2001年)
- PCC  (Performance Concept Car) -  (2001年)
- PCC2 -  (2002年)
- ACC2 -  (2002年)
- VCC  (Versatility Concept Car) -  (2003年)
- YCC  (Your Concept Car) -  (2004年)
- T6 -  (2005年)
- 3CC -  (2005年)
- C30 デザインコンセプト -  (2006年)
- XC60 コンセプト -  (2006年)
- ReCharge -  (2007年)
- S60 コンセプト -  (2008年)
- C30 Polestar コンセプト -  (2010年)
- C30 DRIVe エレクトリック -  (2010年)
- You  (コンセプト ユニバース) -  (2011年)
- コンセプト クーペ -  (2013年)
- コンセプト エステート -  (2014年)
- コンセプト XCクーペ -  (2014年)
- 40.1 -  (2016年)
- 40.2 -  (2016年)
- 360c -  (2018年)
- コンセプト リチャージ -  (2021年)

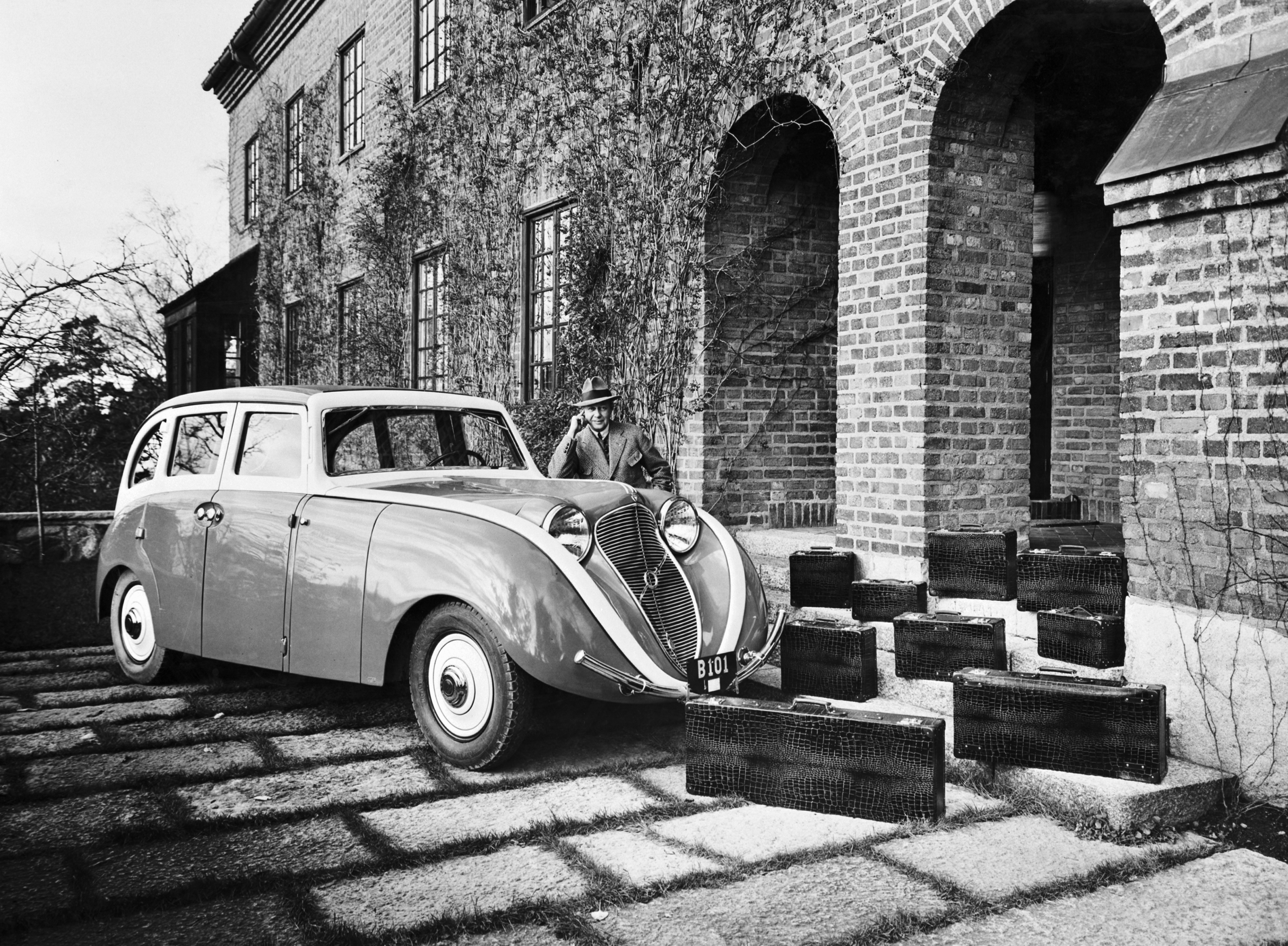
ビーナスビロ  (1933年)
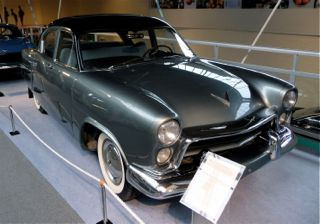
フィリップ  (1952年)
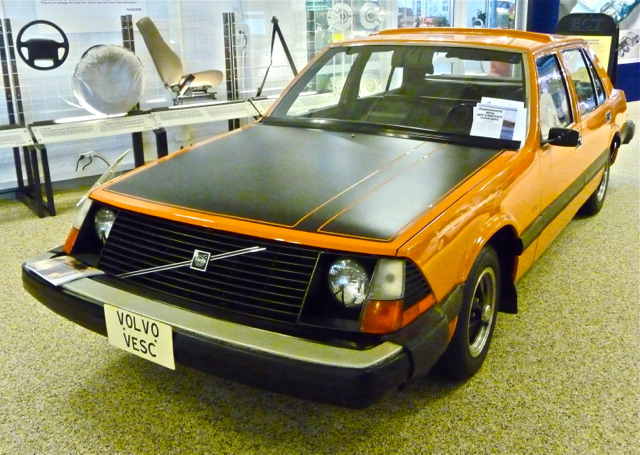
VESC  (1972年)
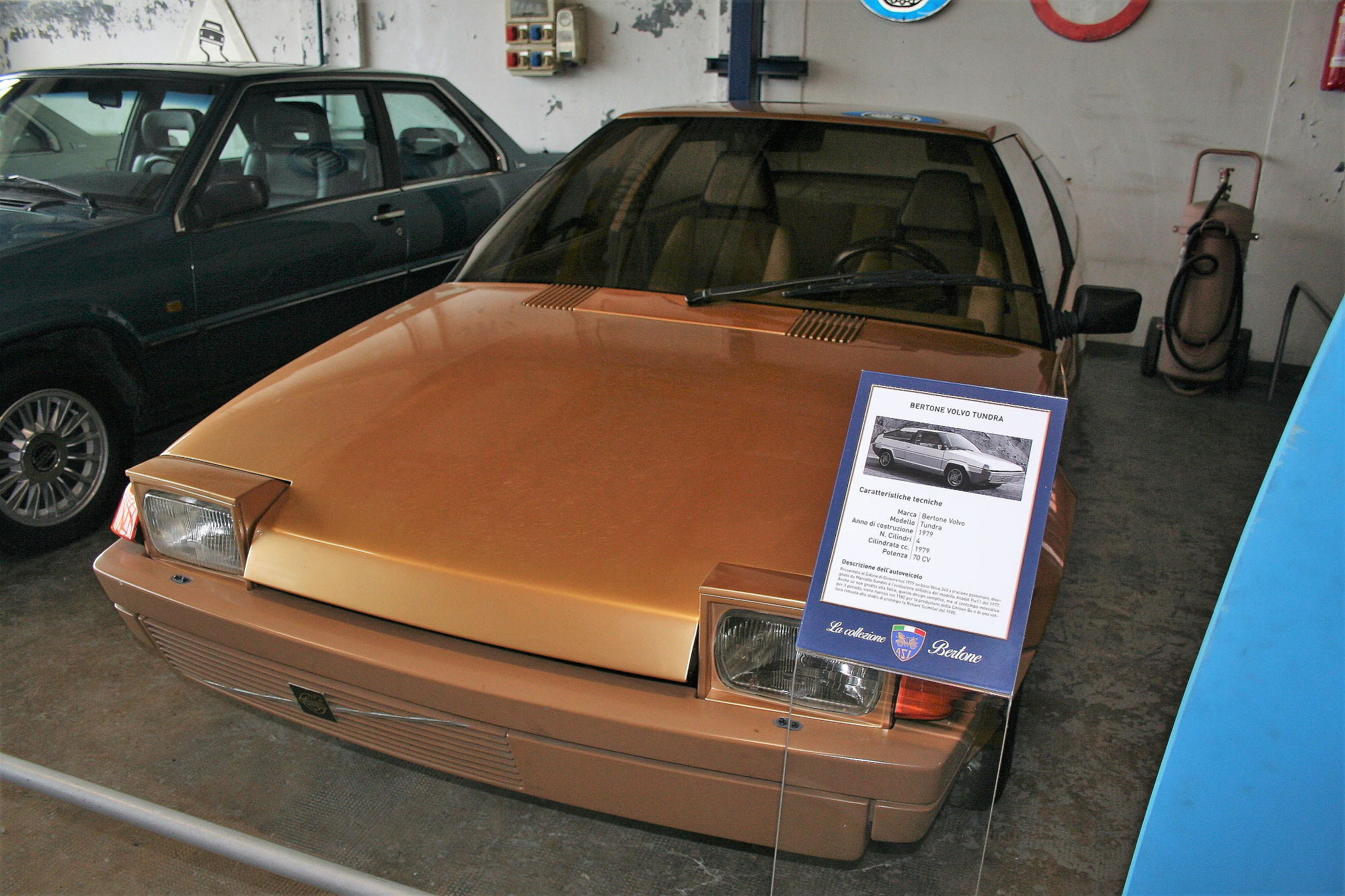
ツンドラ  (1979年)
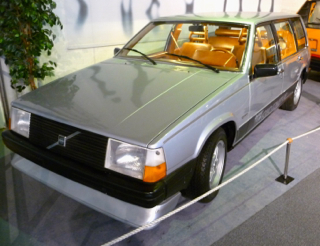
VCC  (1980年)
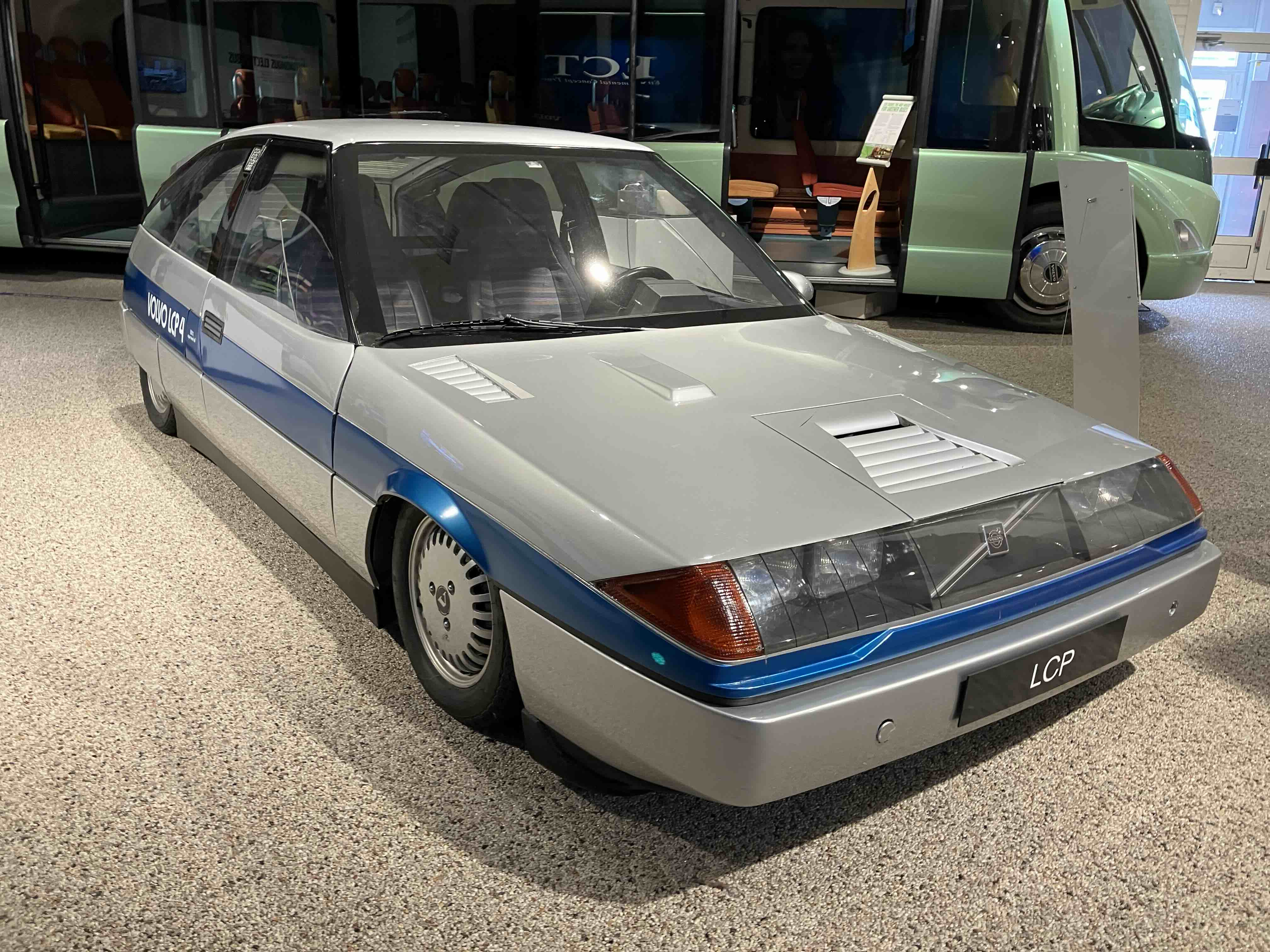
LCP2000  (1983年)
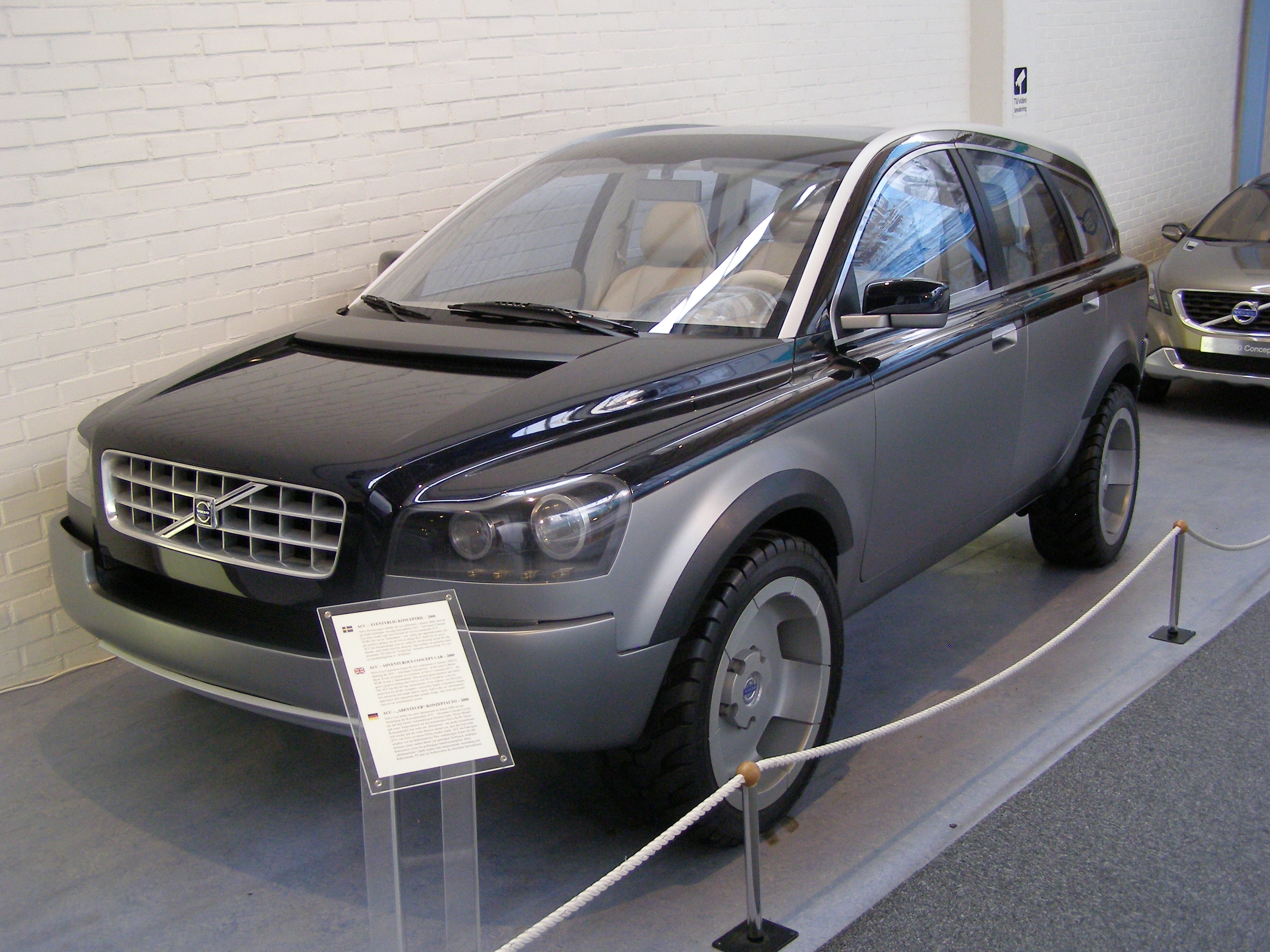
ACC  (1997年)
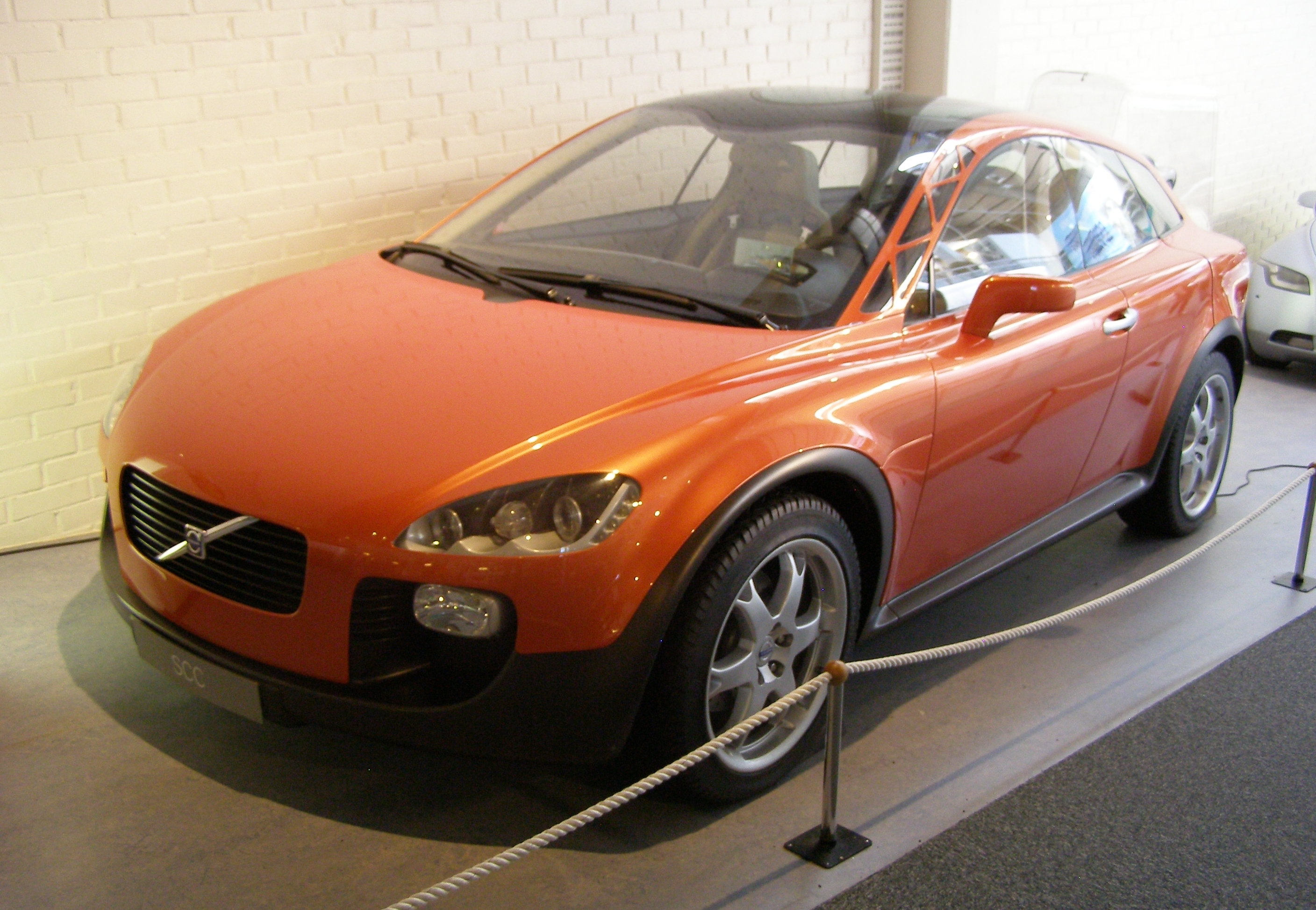
SCC  (2001年)
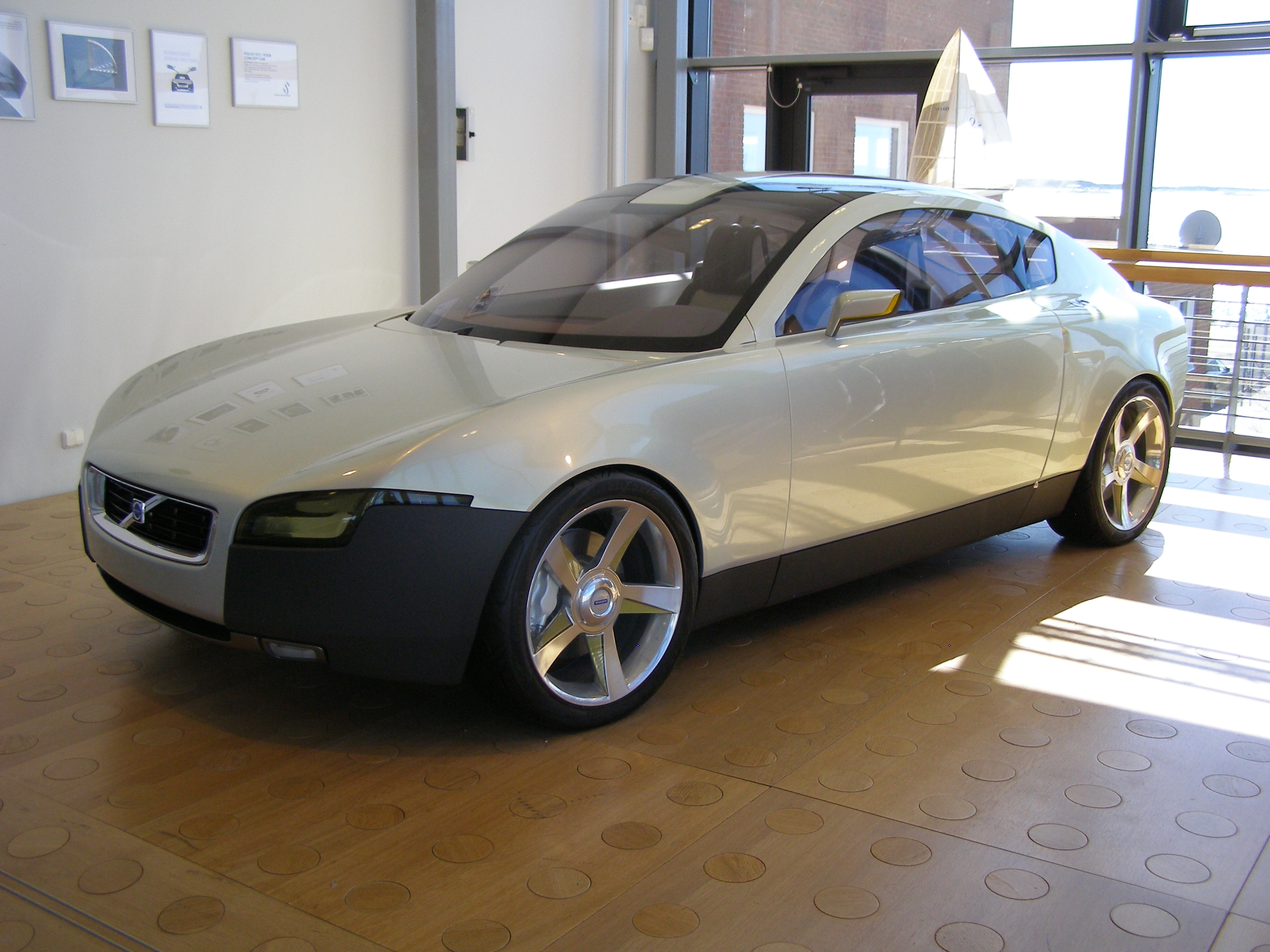
YCC  (2004年)
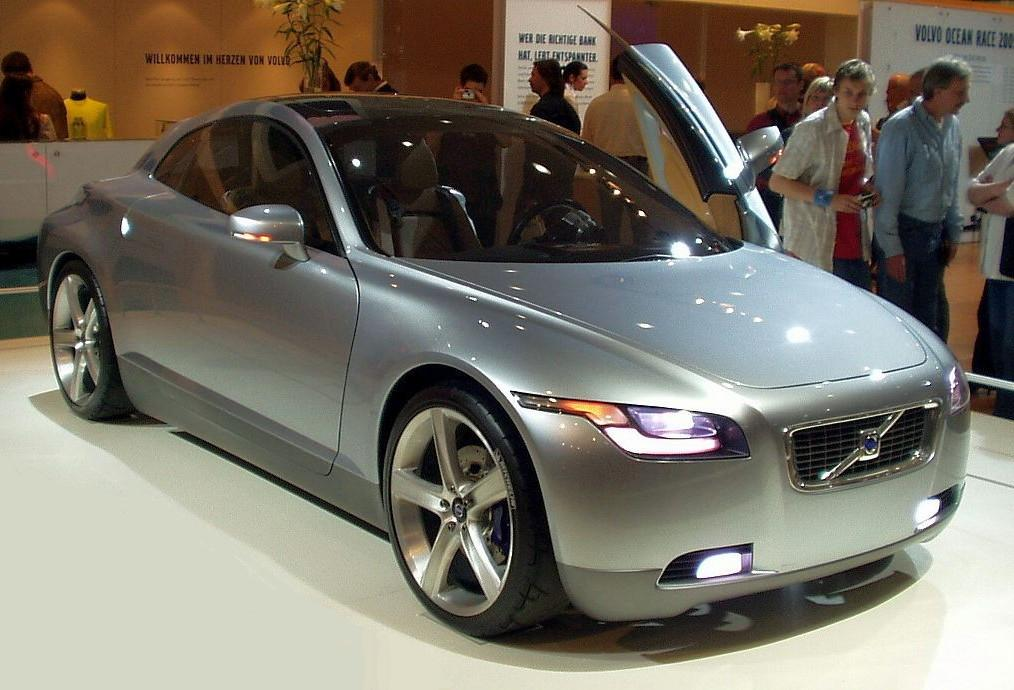
3CC  (2005年)
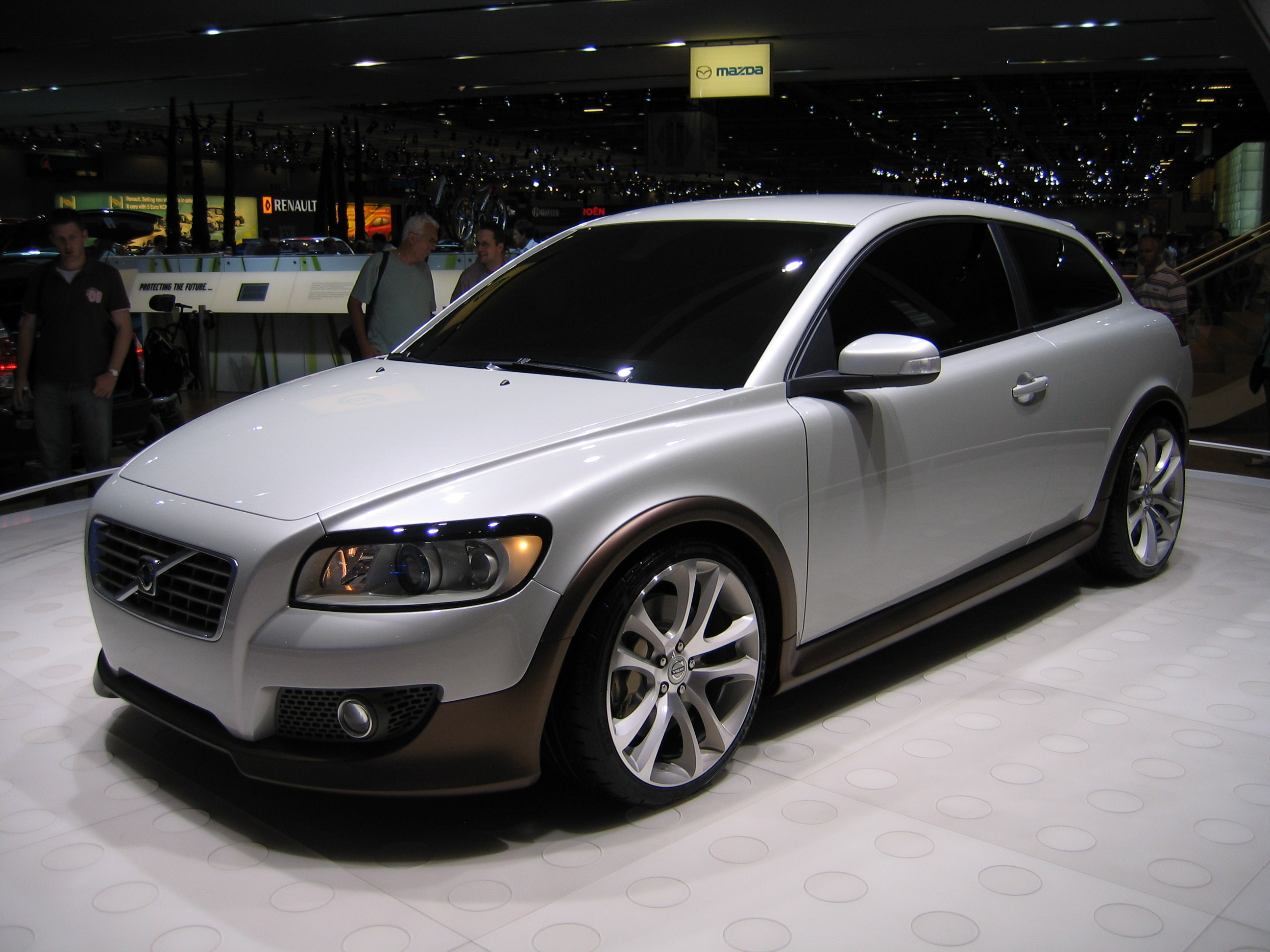
C30 デザイン コンセプト  (2006年)
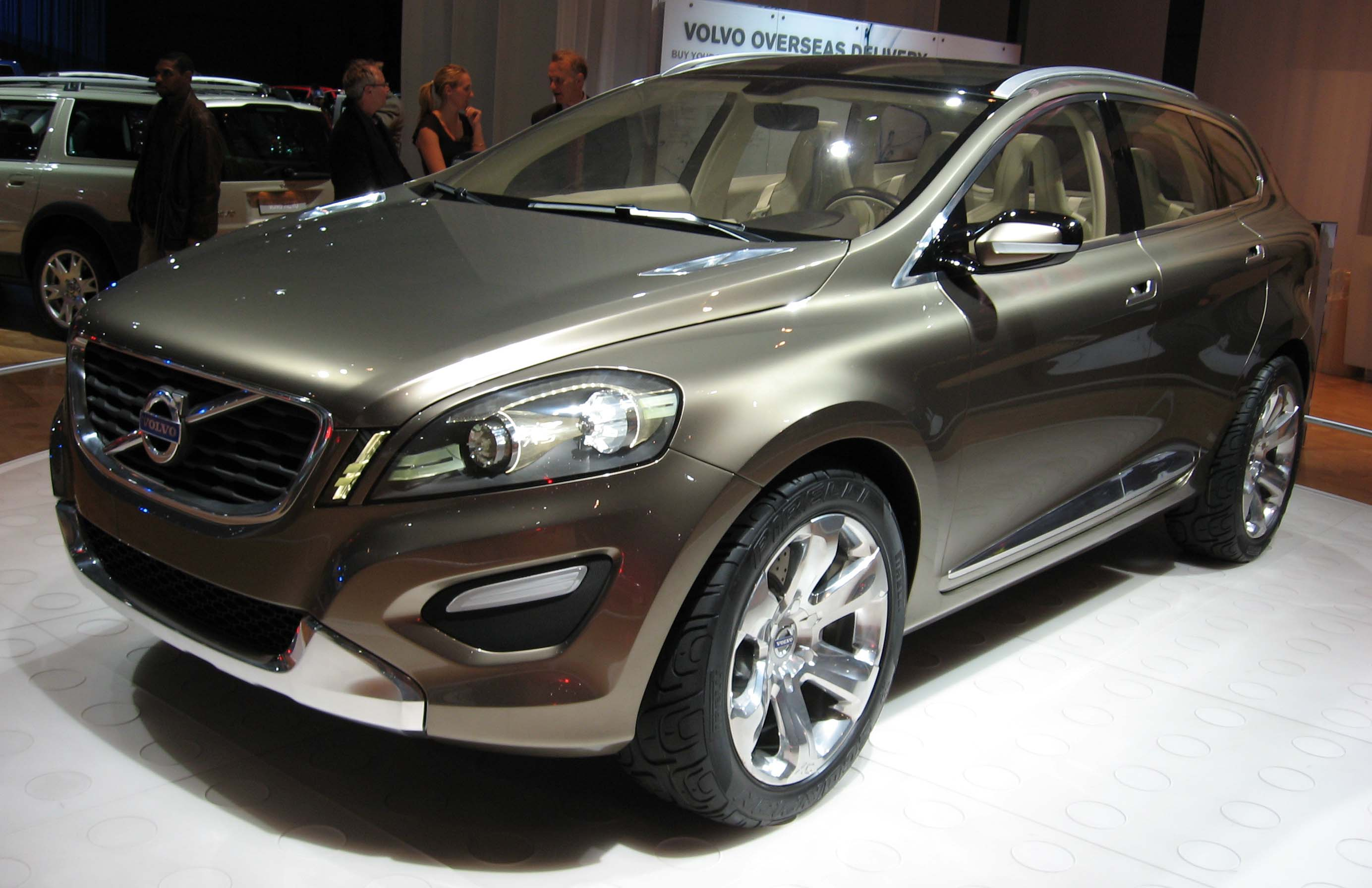
XC60 コンセプト  (2006年)
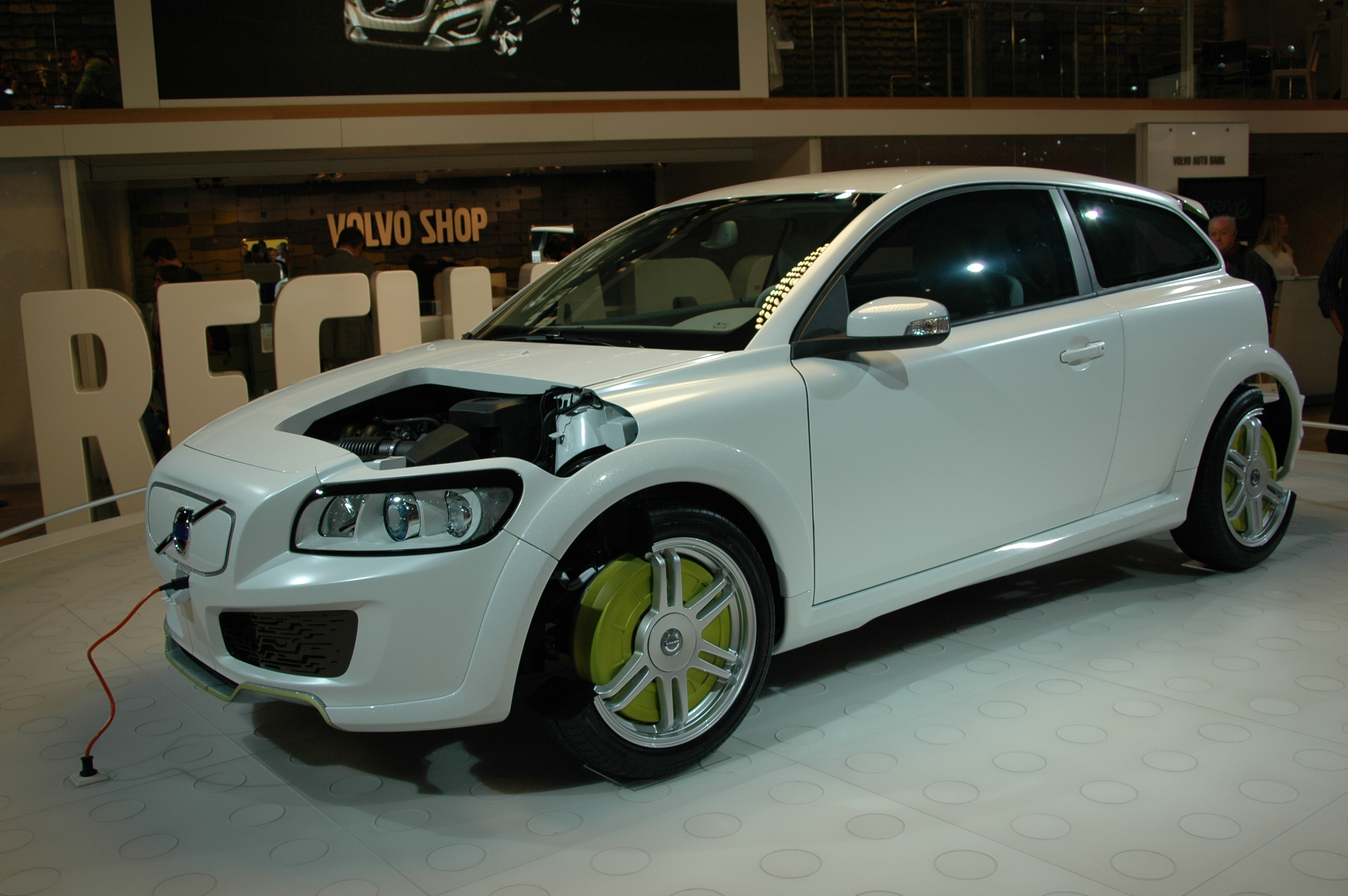
ReCharge  (2007年)
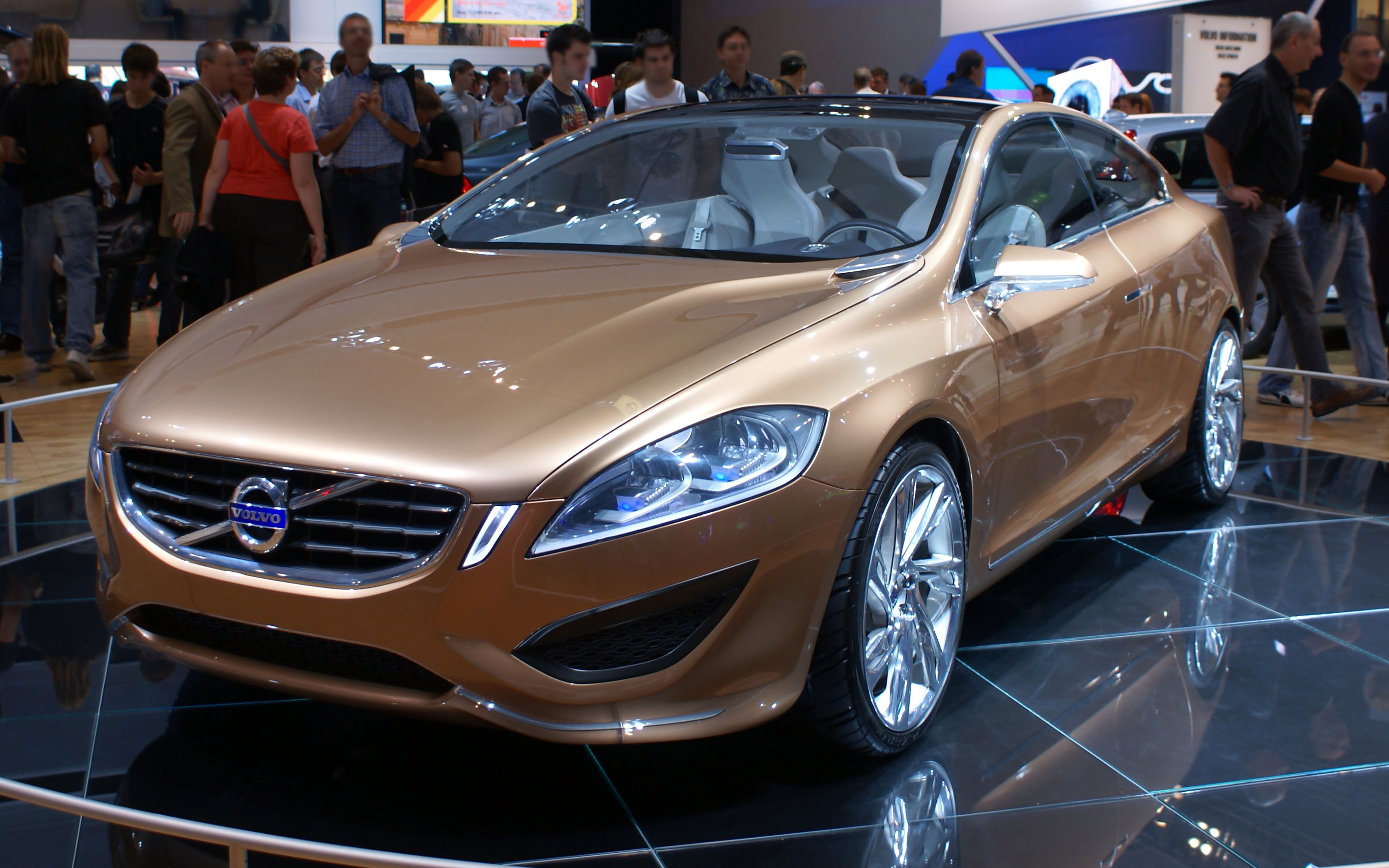
S60 コンセプト  (2008年)
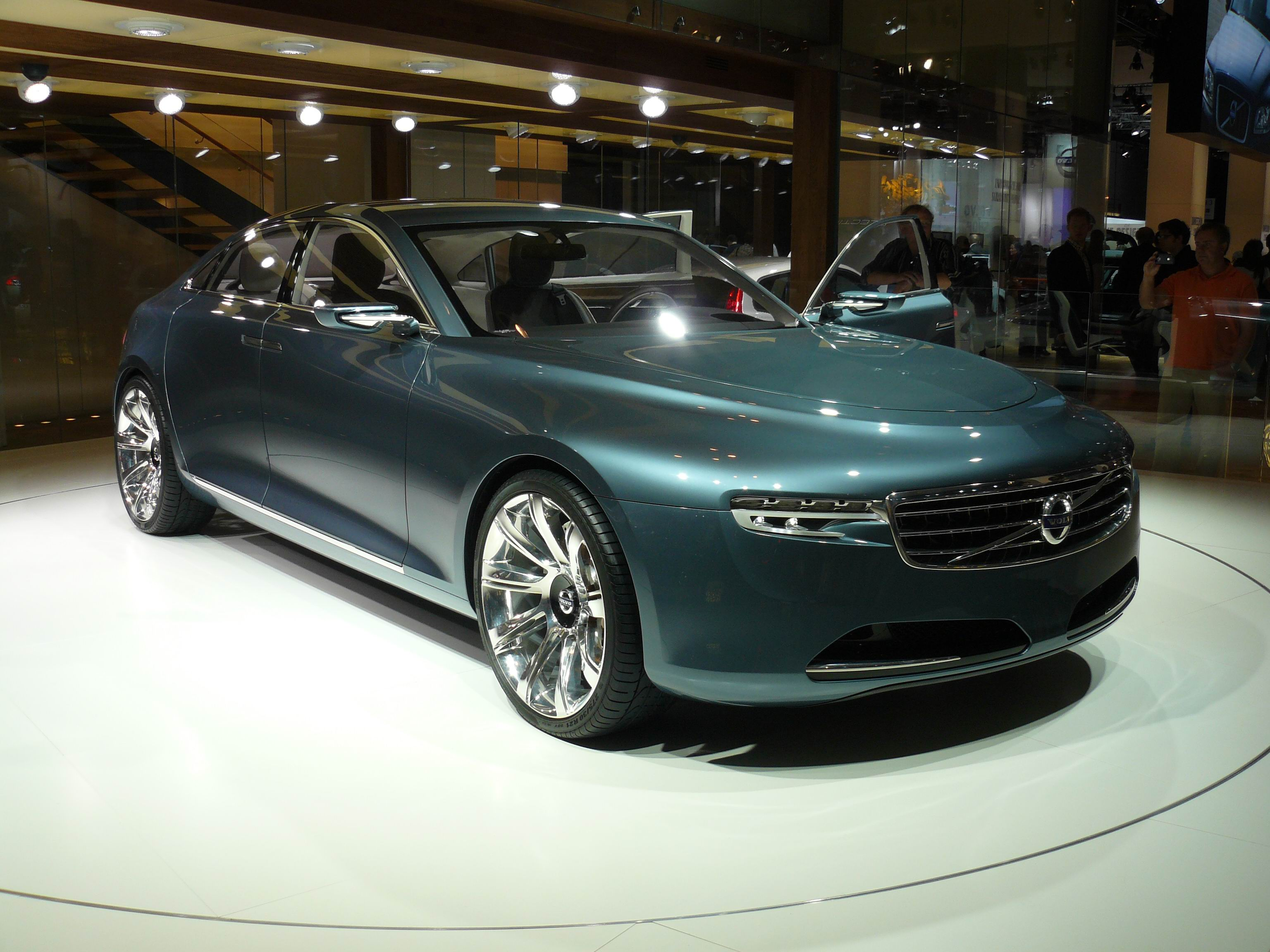
You  (2011年)
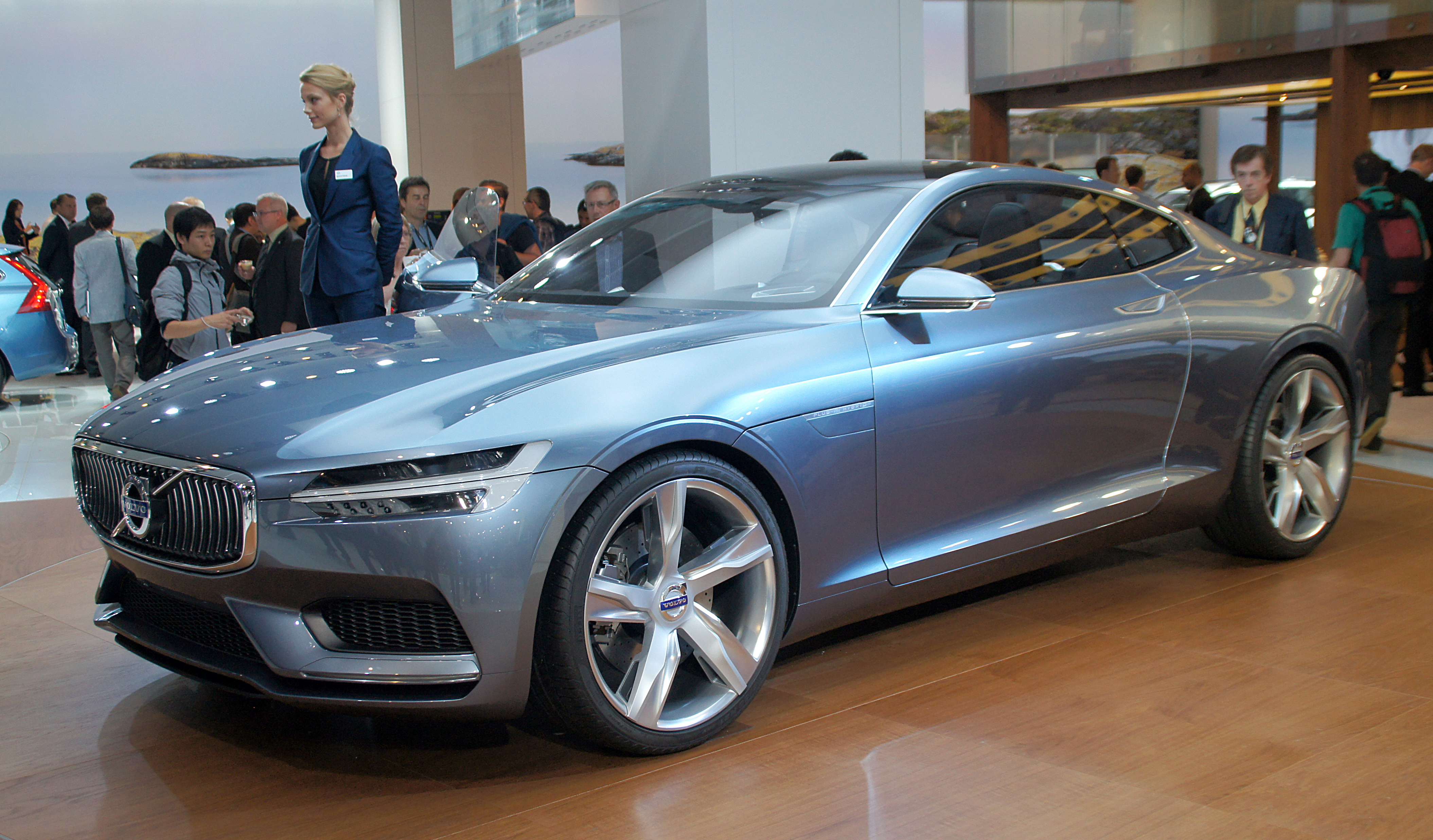
コンセプト クーペ  (2013年)
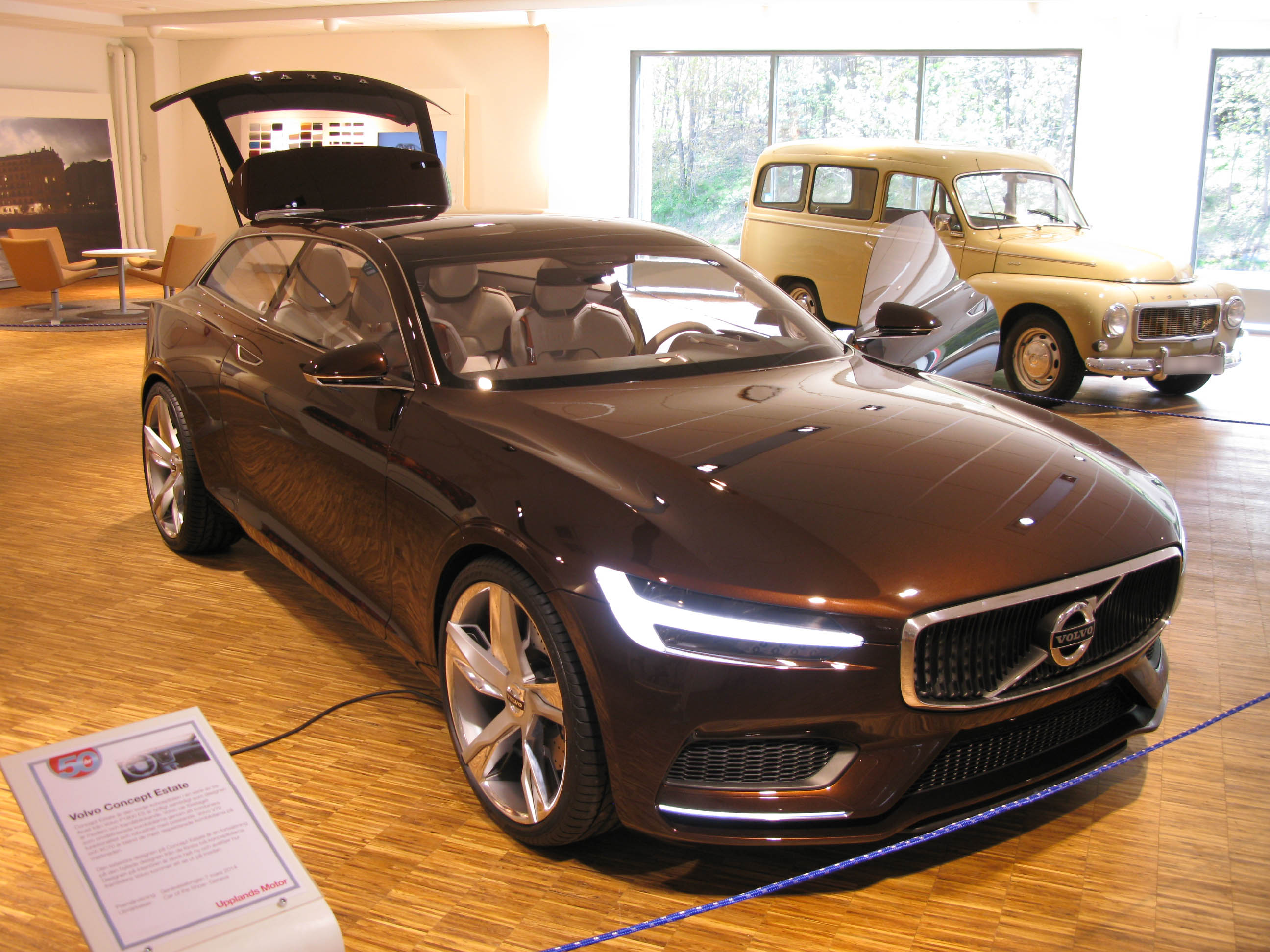
コンセプト エステート  (2014年)
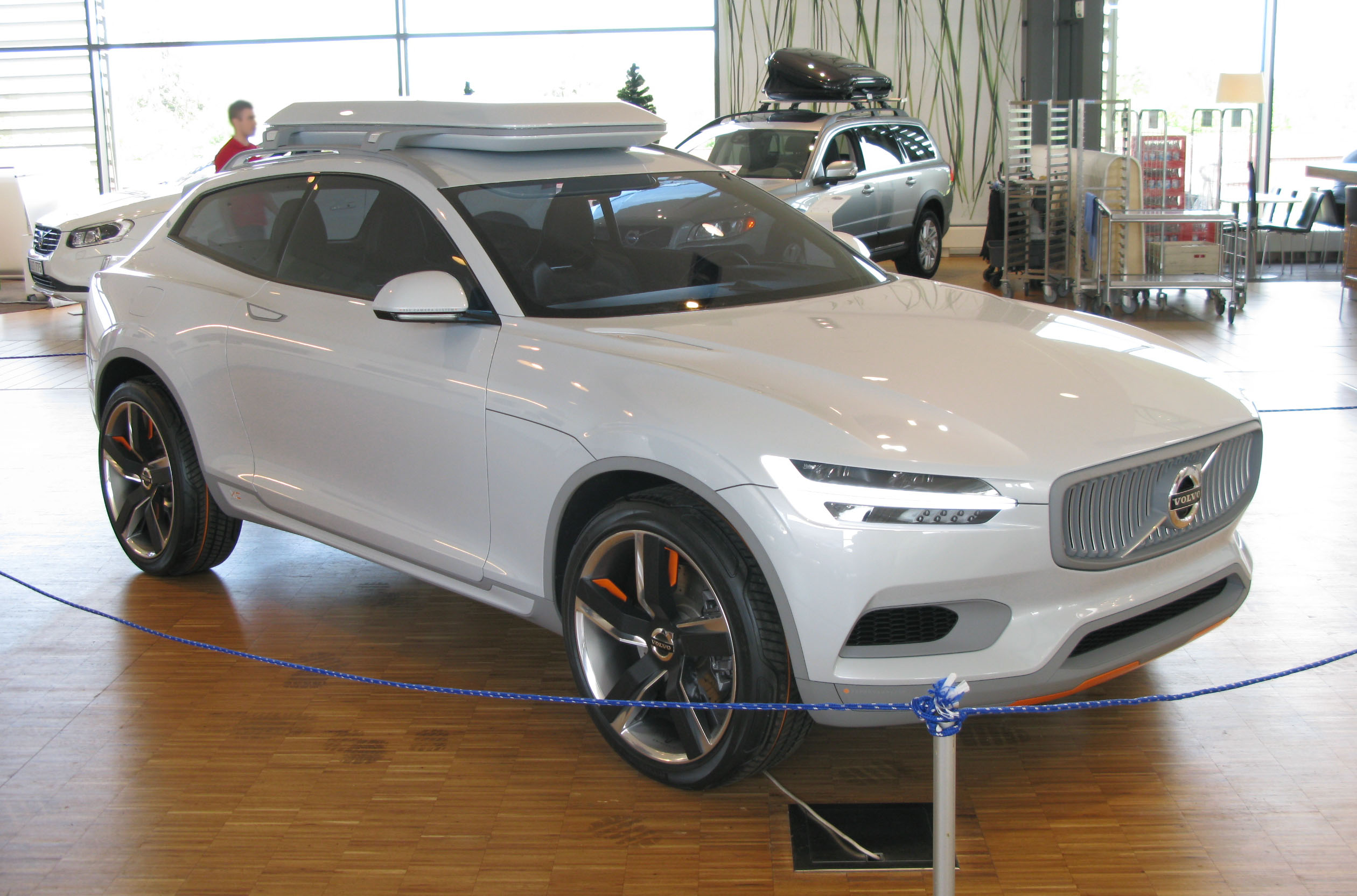
コンセプト XCクーペ  (2014年)

## モータースポーツ

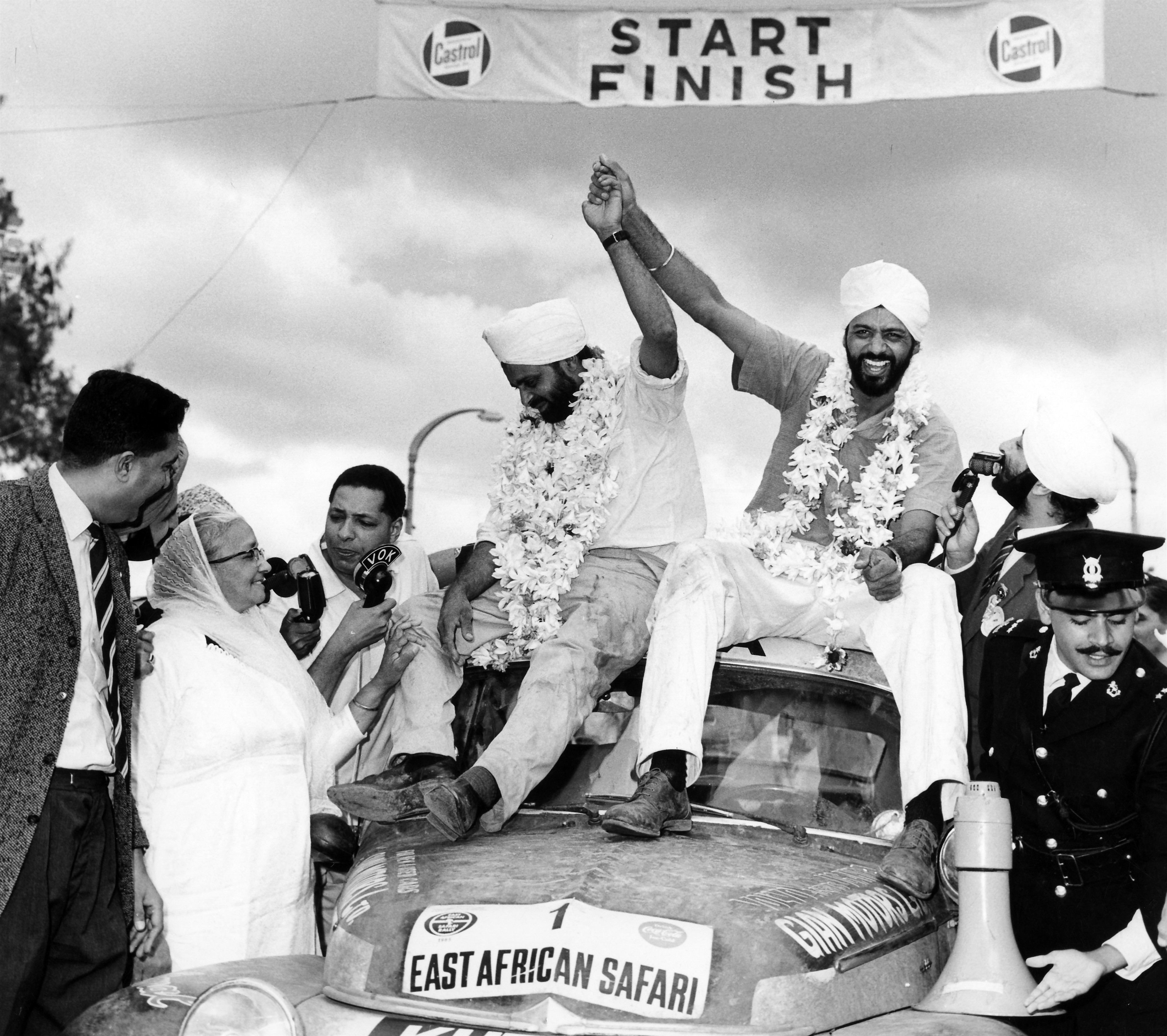
1965年にサファリを制したシン兄弟とPV544

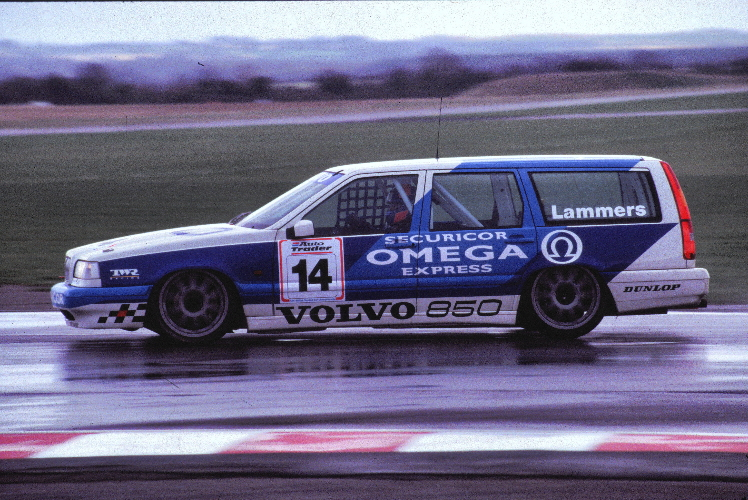
BTCCの850エステート

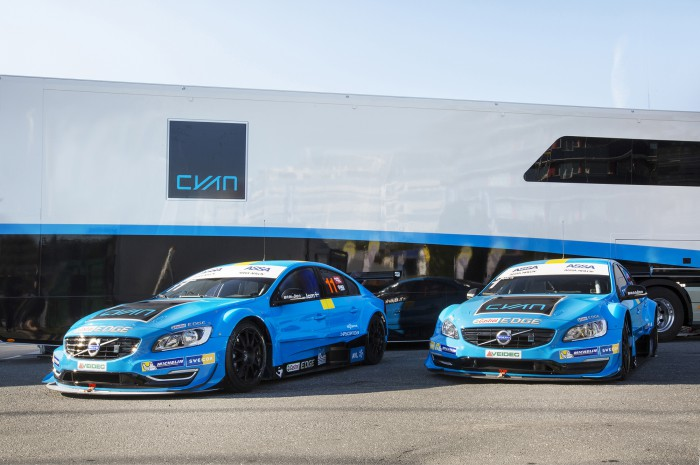
STCCのポールスター・レーシング (2015年)

ボルボのレース活動は、基本的に市販車を用いたものでのみ行われている。
1940年代後半からプライベーターのガンナー・アンダーソンがボルボ車で各地のラリーに参戦し、1958年に欧州ラリー選手権チャンピオンとなった。この功績が認められ、アンダーソンはボルボのワークスドライバーとパフォーマンスカー部門の責任者に就任した。
1965年のサファリ・ラリー勝者のマシンとしても、ボルボ・PV544の名前が刻まれている。
1980年代のグループAの時代には240Tで活躍。1985年にBMWを破ってETCC (欧州ツーリングカー選手権)チャンピオンとなり、「空飛ぶレンガ」の異名を取った。また同時期は欧州ラリークロス選手権でも240Tが活躍し、1987年にディヴィジョン1 (二輪駆動のグループA車両部門)チャンピオンとなった。
1990年代スーパーツーリング規定のBTCC (イギリスツーリングカー選手権)では、ステーションワゴン型の850エステートを投入して話題となったが、空力に関する規則の変更が原因で、一年でS40セダンに切り替えられ、1998年にドライバーズチャンピオンを獲得した。また同時期発足した母国のSTCC (スウェーデンツーリングカー選手権、後にスカンディナヴィア・ツーリングカー選手権へ発展)にも、ポールスター・レーシングの運用の下参戦し続けることとなる。
2010年には北米のピレリ・ワールドチャレンジにて、K-PAXレーシングとともにS60 T5 AWDでチャンピオンを獲得した。
豪州V8スーパーカーにもCOTF (カー・オブ・ザ・フューチャー)規定施行後に、3年計画で参戦。ヤマハ発動機と共同開発した5リッターV8エンジンを搭載するS60は、最終年の2016年にギャリー・ロジャース・モータースポーツ (GRM)のスコット・マクマフリンにより2勝を挙げてドライバーズランキング3位につけた。ボルボは計画延長のオプションを行使せずに撤退することを表明するが、延長もしくはS60の買い取りを主張するGRMから裁判を起こされる一幕があった。最終的にGRMはホールデン陣営に復帰することで決着した。
スーパー2000規定のWTCC (世界ツーリングカー選手権)には2000年代終盤からC30で散発的に参戦し、TC1規定導入後の2016年から本格的にS60でワークス参戦。2017年にホンダ・シビックタイプRとの一騎打ちを制し、母国のテッド・ビョークとともに初のFIA世界選手権チャンピオンとなった。
WTCCの後継となったWTCR (世界ツーリングカーカップ)を席巻し続けている中国車ブランドのLynk & Coは、車体・チーム体制とも、実質的にはボルボである。